# Anatóliai Civilizációk Múzeuma

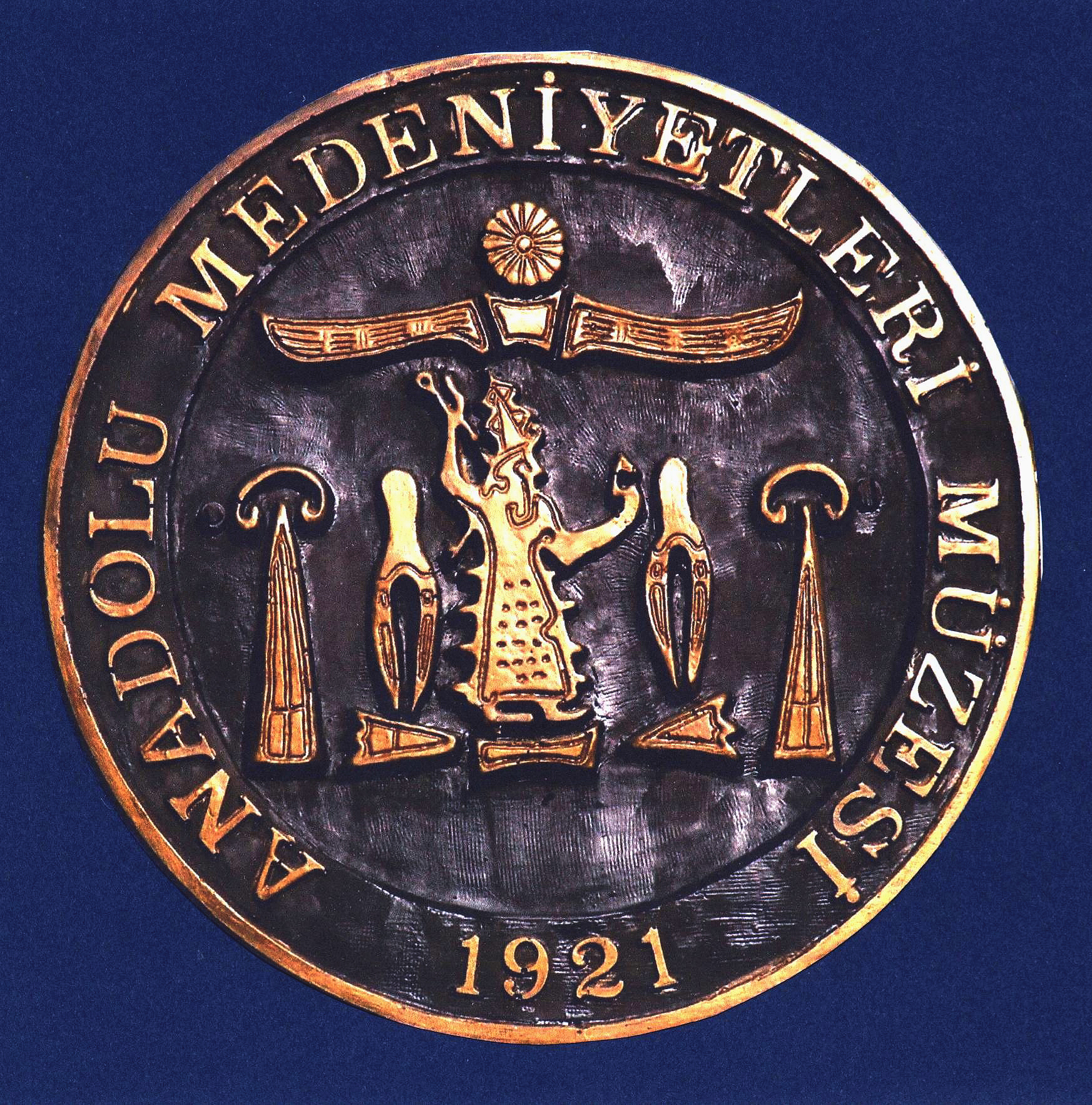
Ankara: Anatóliai Civilizációk Múzeuma

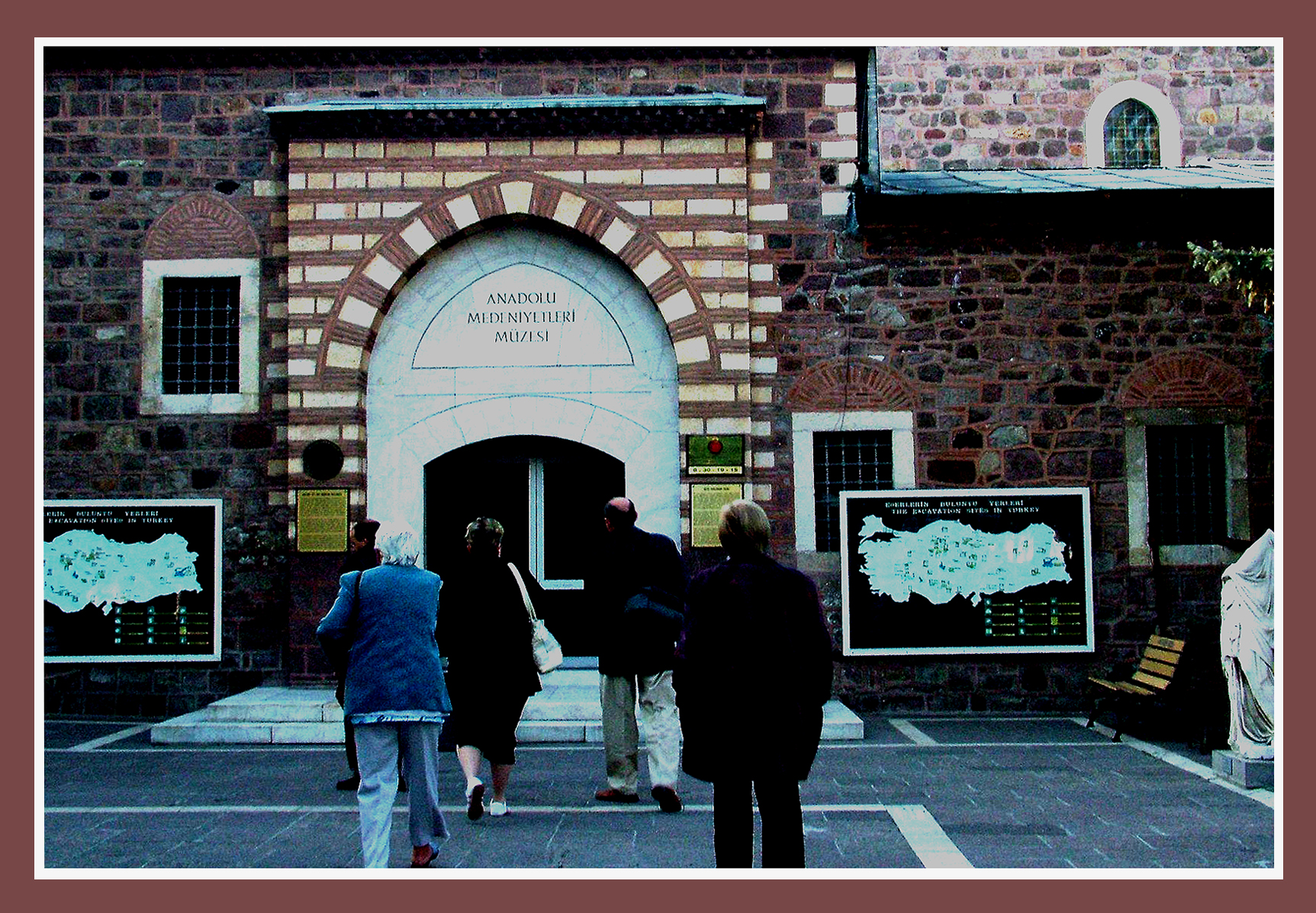
Ankara, Anatóliai Civilizációk Múzeuma: főbejárata

Az ankarai Anatóliai Civilizációk Múzeuma – (Anadolu Medeniyetleri Müzesi) Anatóliának az őskőkortól (paleolitikumtól) a bizánci korszakig nyúló története világhírűvé vált, egyedülállóan gazdag régészeti gyűjteménye. 1997-ben elnyerte az European Museum of the Year Award kitüntetést. A múzeumi gyűjteménynek otthont adó két főépület ugyancsak kultúrtörténeti jelentőséggel bír.

## A múzeum létesítésének története

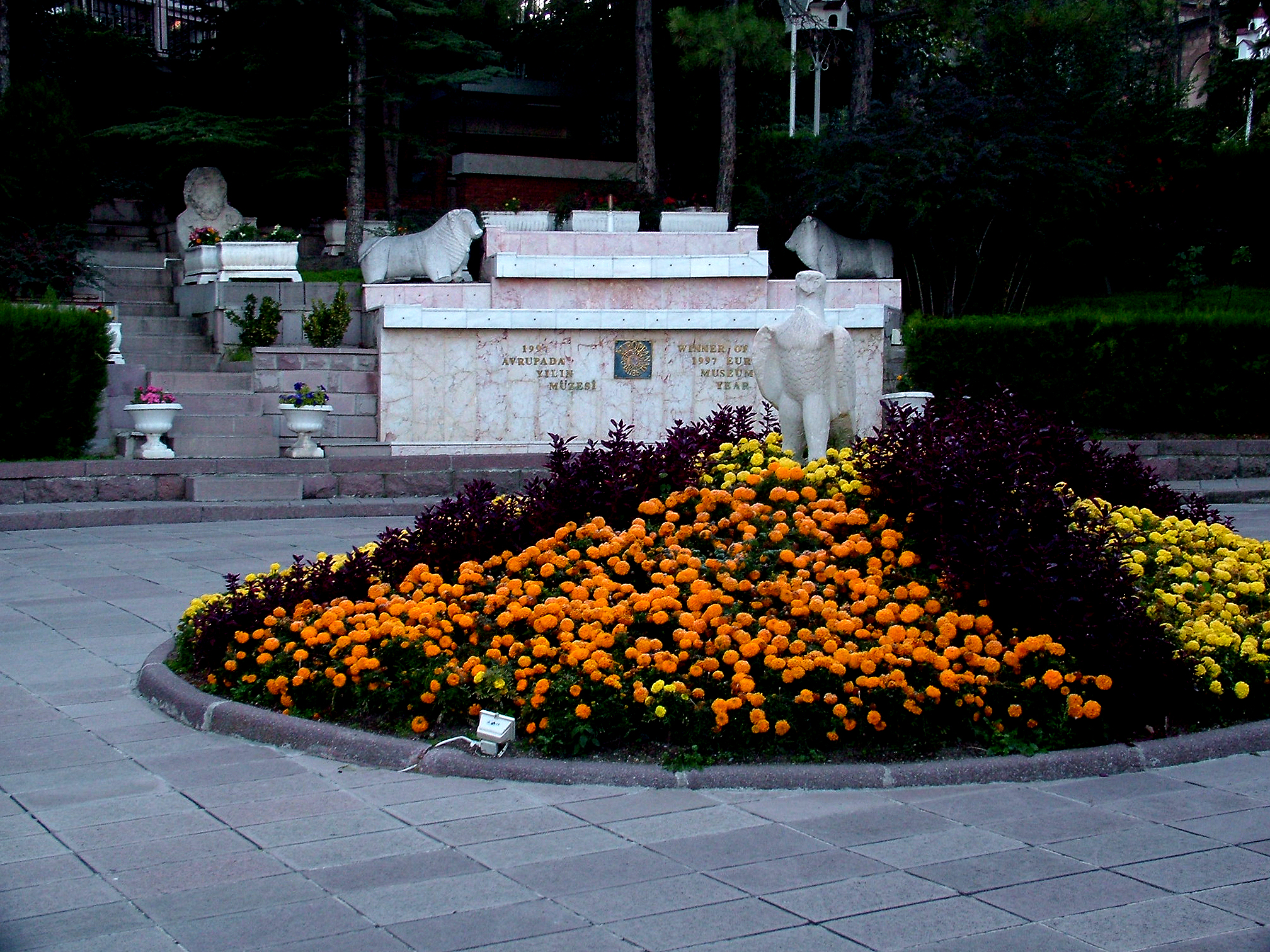
Ankara: ACM parkja

Az első ankarai múzeumot Mübarek Galip Bej kulturális igazgató 1921-ben alapította, a városi erőd, az Akkale nevű védőtornyában. Itt a római kori Augustus-templom és fürdő régészeti leleteit állították ki. Egy központi hettita múzeum létesítésének gondolata Atatürktől származik, s célja az Anatólia területén fellelt, s akkor még szétszórtan található hettita emlékeknek Ankarában való összegyűjtése és bemutatása volt. Előre látható volt, hogy ehhez nagyterű épületre lesz szükség.
Az akkori kultúrigazgató, Hamit Zübeyr Kosay felhívta Saffet Arikan kultuszminiszter figyelmét két akkor használaton kívüli épületnek, nevezetesen a Mahmut Pasa Badesteni-nek egy régi vásárcsarnoknak) és a Kursunlu Han-nak (egy régi karavánszeráj-szerű szálló) múzeum céljára történő felújítására és hasznosítására.
Az elfogadott javaslatot követően megkezdett felújítási munkálatok 1938-tól 1968-ig tartottak. A felújítási és átalakítási tervet Macit Kural építész dolgozta ki, a kivitelezésre kiírt nyilvános pályázatot Zühtü Bey építész nyerte meg.
A Bedesten középső kupolacsarnokán az épületfelújítási munkák 1940-ig jórészt befejeződtek. A Műemlékhivatalból Ihsan Kaygi építész irányította a kupolacsarnok körüli helyiségek felújítási munkáit, valamint azokban az épületrészekben az archeológiai anyag kiállítását. Ezt szakmailag Hans Gustav Güterbock német archeológus szervezte.
1940-től megkezdődött a művek kiállítása. (A kiállító-létesítmény első elnevezése „Hettita Múzeum” volt.) Az egész középső épületrész korszerűsítési munkái végül 1943-ban fejeződtek be, s ekkor azt véglegesen a látogatók rendelkezésére bocsátották.
A Bedesten öt helyiségét eredeti formájában tartottak meg, míg a többi helyiség közfalait eltávolították, s ezzel egy tágas, egybefüggő és körüljárható kiállítótér keletkezett.
1947-ben John Garstang megalapította az ankarai brit régészeti intézetet, amelynek első vezetője lett. A következő évben Oliver Robert Gurney is csatlakozott hozzá. Az intézet nagy szerepet játszott a múzeum átalakításában, bővítésében és régészeti anyaggal ellátásban. A Kursunlu Han négy helyiségébe 1948-ban a múzeumigazgatóság is beköltözött, s ettől kezdve a régi erődítmény védő-tornyát már csak raktárként használják.
A múzeumépület korszerű átalakítási munkáinak 1968. évi befejezése óta a Kursunlu Hant hivatali- és kutatóhelyiségek, könyvtár, előadóterem, laboratórium, és műhely-helyiségek céljára hasznosítják, a Mahmut Pasa Bedestenit pedig kizárólag csak kiállítási területként.

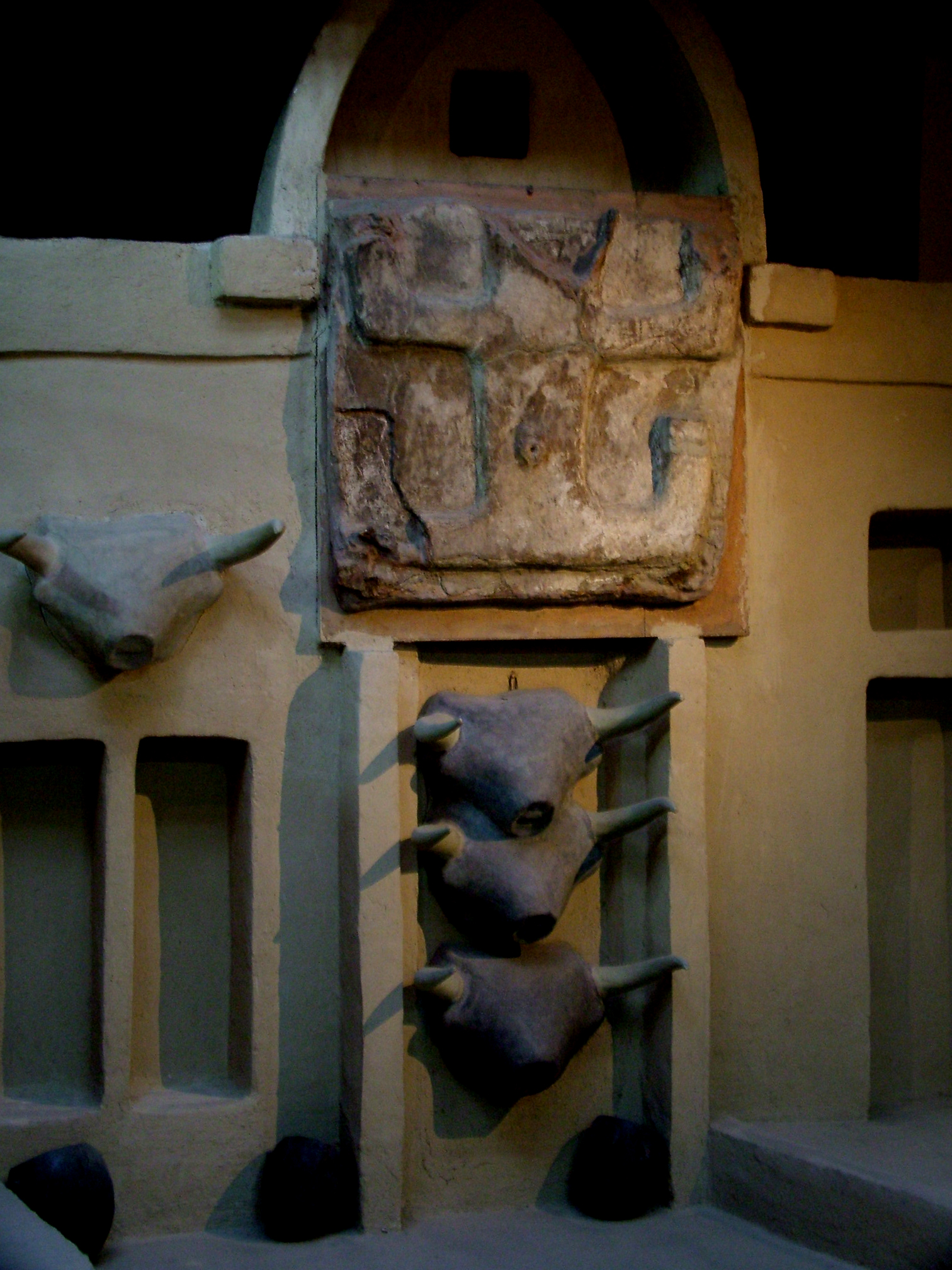
A kiállítótér részlete

## A múzeumépületek története
Az Anatóliai Civilizációk Múzeumának épületegyüttese az ankarai ősi erőd délkeleti falain kívüli Atpazari (lóvásártér) városrészben helyezkedik el. Az együttes két oszmán-kori épületből áll, amelyeket (múzeumi célra) restauráltak. Az egyik épület korábban a Mahmut Pasa bedestenje (vásárcsarnok), a másik a Kursunlu Han (karavánszeráj) volt.
A Bedestent (fedett bazárt) Mahmut Pasa, a fenséges Mehmet szultán nagyvezirje 1464-71 között létesítette. Felirat nem található rajt, írásos forrásokból tudjuk azonban, hogy itt árusították az angóra-fonalakból készített árukat. Az épület korabeli, általánosan használatos típusterv szerint létesült. A tíz kupolával fedett, négyszögletes középső teret 102 darab téglaboltozással fedett üzlethelyiség körítette.
A Kursunlu Han (karavánszeráj): hivatalos okmányaiból és regiszterekből tudjuk, hogy ezt az épületet is Mahmut Pasa nagyvezir építtette, alapítványi létesítményként szolgált. A bejáratánál szegénykonyhát is létesítettek az isztambuli Üsküdar negyedből ide menekültek ellátására. Felirat nem található az épületen. Az 1946. évi restaurálási munkák során II. Murád szultán korából származó, itt talált pénzérmék tanúsága szerint az épület a 15. század első felében már fennállt.
A hán az oszmán karavánszerájok általános típusát képviselte. A középső udvart oszlopcsarnok és egy kétszintes, emeletén kialakított szobasorból álló épület körített. A földszinten 28, az emeleten 30 szoba volt, valamennyihez tartozott kémény is. Az épület nyugati és déli része alápincézett, itt volt egy L alakú istálló. Az épület másik, északi oldalán 11, a keletin 9, a bejárati kapunál további 4 egymással szemben levő üzlet volt kialakítva.
1467-ben, a nagyvezirségből letett Mahmut pasa (a Bedesten építtetője) helyett a nagyveziri tisztséget 1470-ig ellátó Mehmet Pasa lett a karavánszeráj építtetője (Üsküdarban, ott van eltemetve, ahol moszkét, szegénykonyhát és medreszét létesített).
Az épületek az 1881-i nagy ankarai tűzvészben megsérültek. A tűzvész utáni állapotukból – közel félszáz éves elfeledettség után – a múzeum-komplexum számára történő rekonstrukcióval és átalakítással váltak ismét használhatóvá.

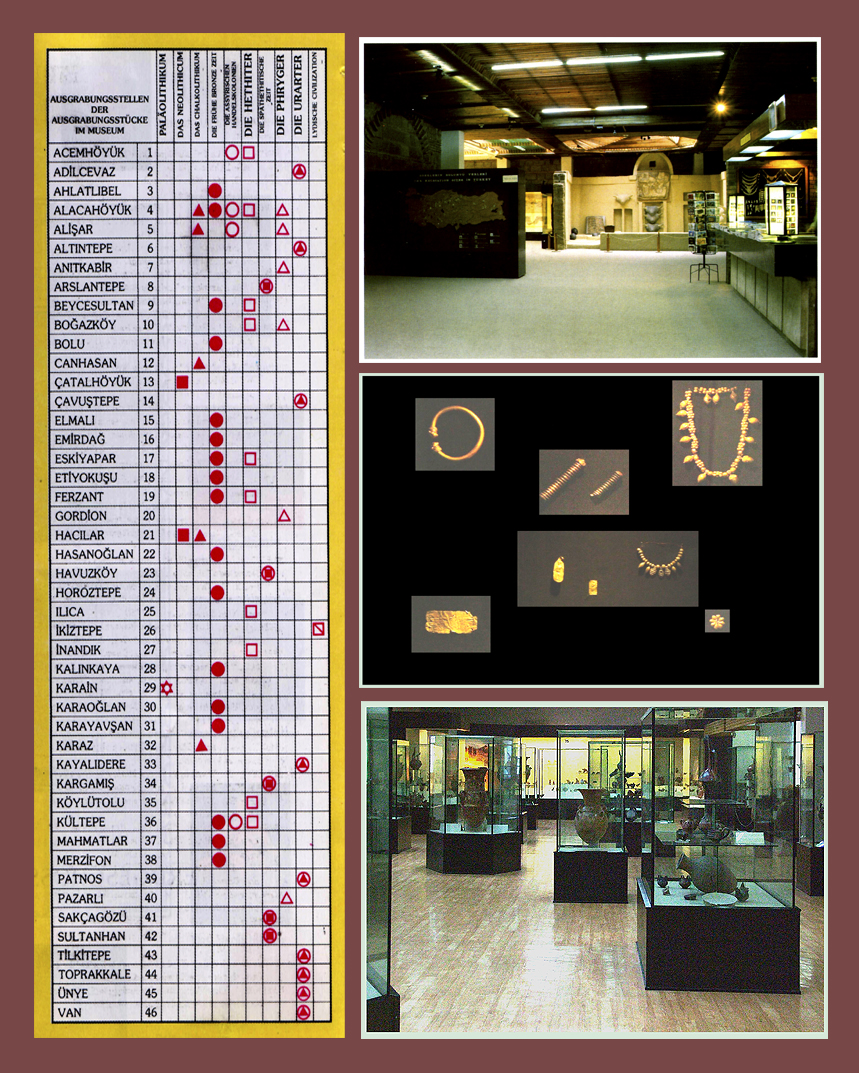
Régészeti helyszínek és kiállítási módok

## A kiállítási tér és leletállománya
Az egykori Kursunlu Han vendégfogadóban – a korábbiakban jelzett módon – a múzeum működését szolgáló raktárak, restaurátorműhelyek, irodák, könyvtár, dolgozószobák lettek kialakítva.
A volt Bedesten bazárban a múzeumi kiállítási terek helyezkednek el. A bedesten faragott terméskőből emelt főfalai a központi csarnokot és az azt körbevevő folyosót fogják közre.
Az épület főbejárata előtérbe nyílik, amelyben szemben található a pénztár, múzeumi ajándéktárgyak, könyvek árusító helye, s a tárlat eligazító- és magyarázó táblái. A múzeumban fényképezni – a korábbi tilalom feloldása következtében – ma már – vakuhasználat mellőzésével – lehetséges, azonban a termek és tárlók jellegzetes megvilágítása miatt esetenként megvilágítási problémák jelentkezhetnek.
A folyosótér két oldalán eredetileg fülkék sorakoztak, ahol a bazár üzletei voltak. A múzeumi célra történő átalakítás során ezeket lebontották, csupán ötöt csak a bal oldali szárny elején hagytak meg. A restaurálás magas művészi szintet képvisel, a falak és a tetőzetet tartó boltívek erőt, harmóniát sugároznak. Emellett a múzeumot a legkorszerűbb múzeumi technikai berendezésekkel, fűtéssel, világítással, légkondicionálással, biztonsági berendezésekkel, stb. is felszerelték.
A középső nagyterem 18x49 m alapterületű, felülről tíz kupola fedi. Ezek részben a csarnok vastag oldalfalaira, részben pedig a terem hossztengelyén sorakozó négyszögletes kőpillérekre támaszkodnak. A középső csarnok négy oldalfala közepén egy-egy bejárat nyílik a csarnokot négy oldalról körülvevő volt folyosótérre.
A múzeum megtekintésének logikus útját helyszínrajzi-, a történeti korszakokat pedig kronológiai-tábla mutatja be. A bejárattól jobbra indulva, a körfolyosón és termeken át, végül a központi térbe érünk, ahol a nagyméretű kőszobrokat, ortosztátokat, építészeti díszítőelemeket állították ki. A kiállítás rendje az anatóliai kultúrák kialakulásának és fejlődésének történeti folyamatát követi.

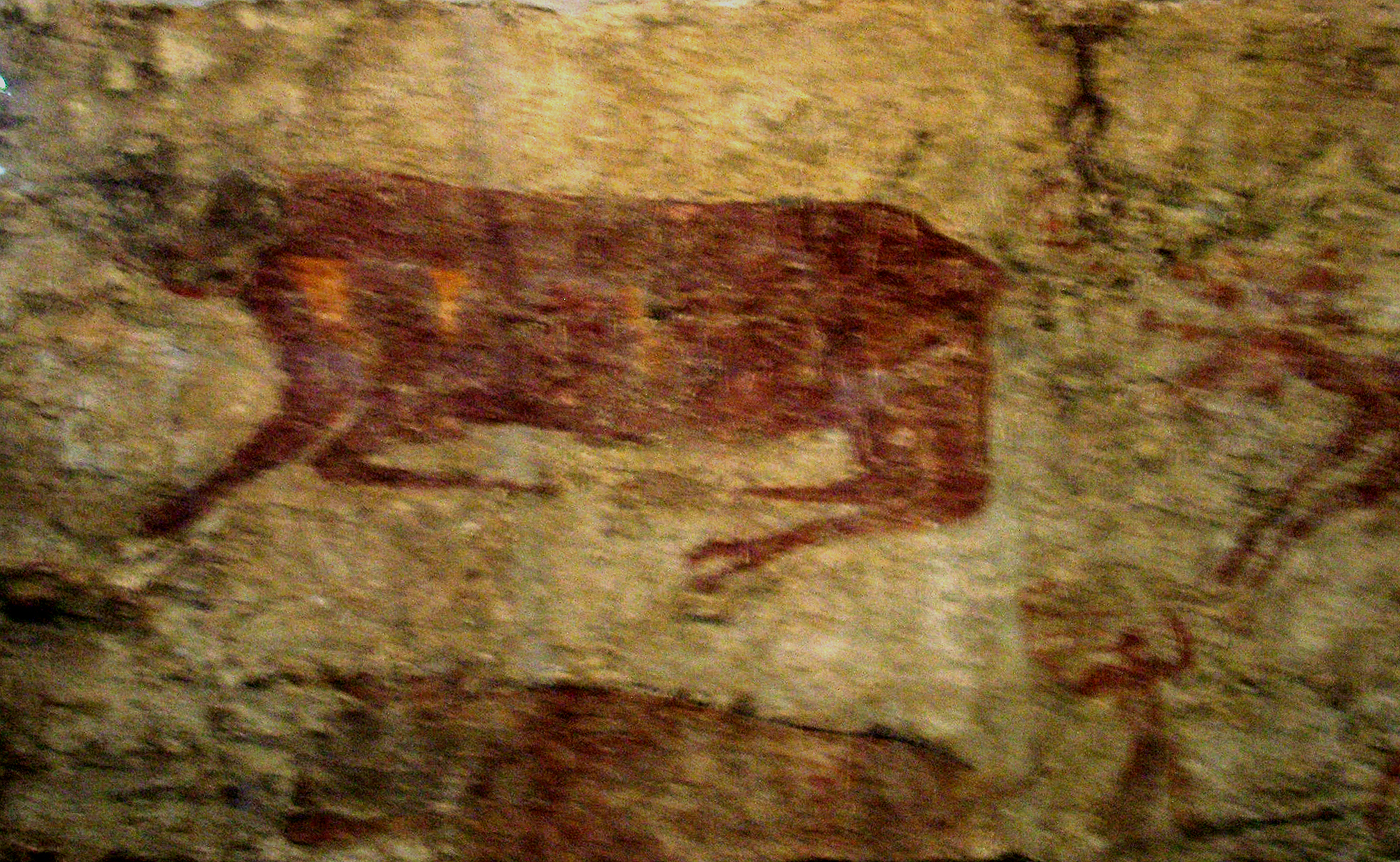
Freskórészlet Çatalhöyükről

## A civilizációk régészeti emlékeinek bemutatása

### Őskőkor (paleolitikum)
Mindaz, amit e korról Anatóliában manapság tudunk, az egyetlen olyan anatóliai lelőhelyről származik, amely a paleolitikum mindhárom szakaszában folytonos lakottságot mutat: ez a Karain-barlang, Antalyától északnyugatra, mintegy 30 km-nyire található ős-kőkori központ; a paleolitikum korai-, közép- és újkori szakaszaiból különféle lakótelephelyeket tartalmaz. A lelőhelyen talált eszközök és megmunkált kövek mellett több olyan műtárgy is található, amelyeket máshonnan importáltak. A neandervölgyi ember fog- és csontmaradványai, valamint számtalan megégett és nyers csontmaradványok találhatók.
Az ó- (és részben) a középső paleolitikum időszakában jellegzetes bunkósbotok jelentek meg, tűzkőből, és kovakőből készült eszközök, kő-vésők, kő-fúrók, kő-szegek, levélformájú kő-hegyek (nyíl-hegyek), fonalnehezékek, stb. A paleolitikus kor végén megjelentek az ívesen elhelyezett kőpengés eszközök (sarlók). A kőeszközök mellett ebben az időszakban más anyagokból is készültek szerszámok, pl. csontból, szaruból, de a használati eszközök első vonalát mégis csak a kőeszközök alkották, mert pl. a csont eszközöket ’’még nem úgy csinálják, hanem a célnak megfelelő formájú darabot csak úgy keresik ki’’.
Az újabb paleolitikum legfontosabb jellemzője az összhang (egység), ami a létfenntartási-, az eszközkészítési cselekvés során/mellett megjelenő emberi intellektuális tevékenység kialakulása, a kezdetleges műalkotások megjelenése. Színes festések a barlang-falakon és más helyeken, síkreliefek és kisplasztikák kialakítása, amely a paleolitikum korát bevonja a művészettörténet körébe. Az ékszerek utáni vágy kialakulása ugyancsak az újabb paleolitikum idejére esik. Az újabb paleolitikum időszakában a dísztárgyak, (ékszerek) készítéséhez az emberek különféle állati csontokat, fogakat, héjakat és kéreg-részeket, halcsontot, idegszálakat használtak fel. Ugyancsak ennek az időszaknak tulajdonítjuk a halottakkal való foglalatosság, a halottkultusznak a megjelenését is.
Az őskőkori kutatás tekintetében a Karain-barlangban feltárt leletek nemcsak kisázsiai, de az egész Közel-Kelet tekintetében nagy jelentőséggel bírnak. Itt az őskőkor mindhárom periódusából származó – mintegy 10,5 méter vastagságban kialakult – kultúr-réteg került feltárásra. A feltárt és bemutatott leletanyagból láthatók kőeszközök: szúró-, vágó és lándzsahegyek, valamint csontból készült lukasztók, tűket és ékszer-maradványokat.
Az anatóliai őskőkorkutatásokra jellemző, hogy a korszak értékelésére elégséges őskori lelet ma még nem került elő, s ez okozza a megfelelő mélységű értékelések és ismeretek hiányát. Az Alsó-Eufrátesz melletti dombokon folyó, és a karaini barlangban, továbbá a Yarinburgaznál ismét megindított ásatások, az újonnan megkezdett felszínvizsgálatok (terepbejárások), mind azt célozzák, hogy az anatóliai őskőkori időszak egyre világosabban táruljon fel. Ezen jelzések igazolására szolgálnak az Urfa térségében Göbekli Tepe helyszínén jelenleg folyó ásatásokon feltárt, a neolitikus társadalom működésének értelmezés-korrekciójához is szolgáló feltárt emlékei.
A korszak bemutatott emlékei:

### Újkőkor (neolitikum)
Az emberiség történetében a neolitikum jelenti azt a történelmi korszakot, amikor az ember az élelmét először állítja elő saját maga, és ezen a tevékenységen úrrá tud lenni, igényeihez mérten többé-kevésbé szabályozni tudja. Az élelmiszerek termelésére való átállás korszaka meglehetősen ismert ugyan, s ezért tudjuk, hogy ennek az időnek a kezdetén az ember égetett kerámiaedények helyett még továbbra is kő- és faeszközöket használt, ezért ezt a kezdeti korszakot akeramikus újkőkornak nevezzük.
Ennek a korszaknak az anatóliai jelenléte kevés helyen azonosítható. Az emberek előzetes terv szerinti építkezésének nyomai, a kőből, csontból és fából készített eszközök, fegyverek és díszítőtárgyak (ékszerek) alkotta régészet leletei első alkalommal származnak faluszerű településekből.

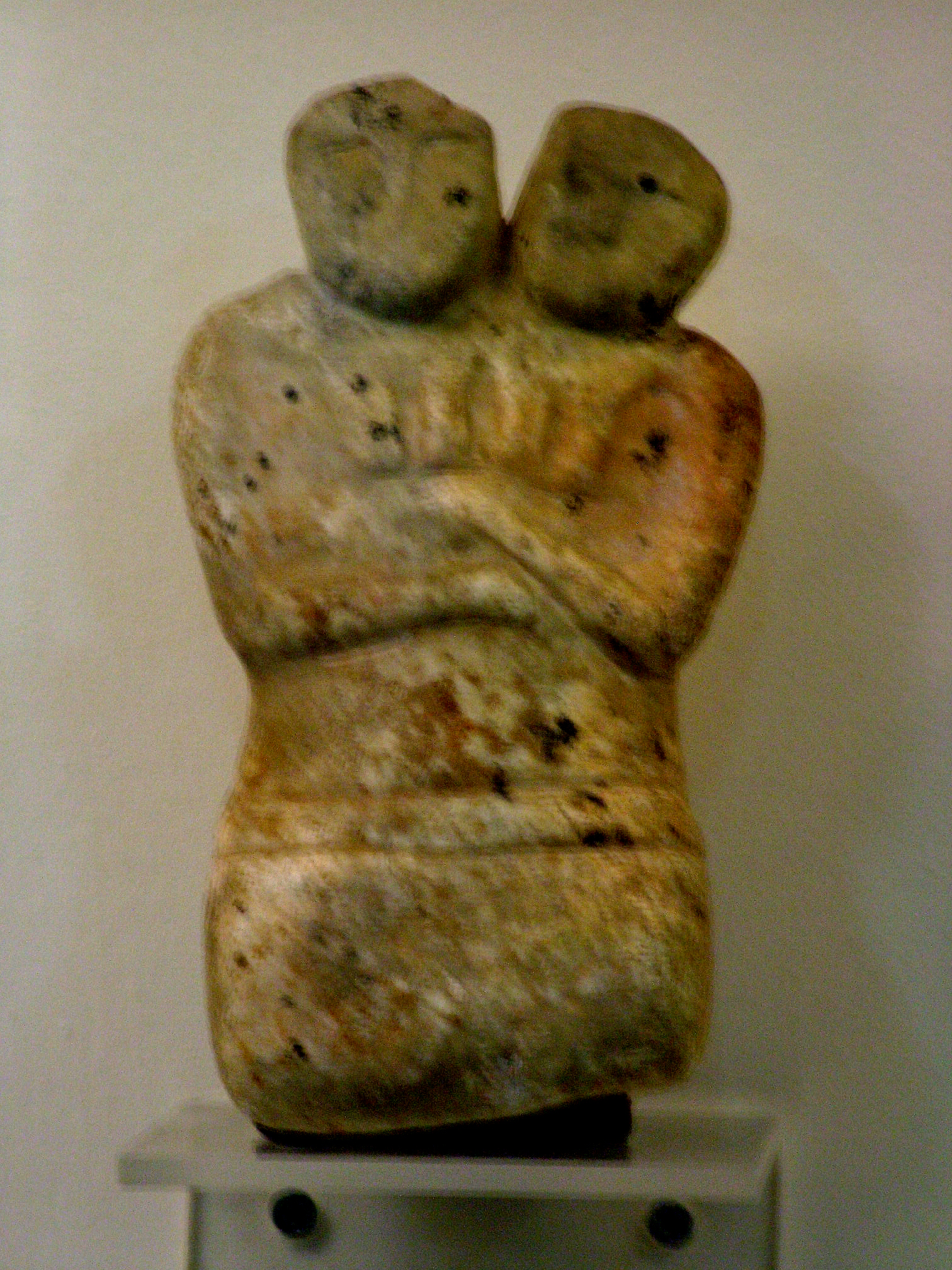
Çatalhöyük: iker-istennő

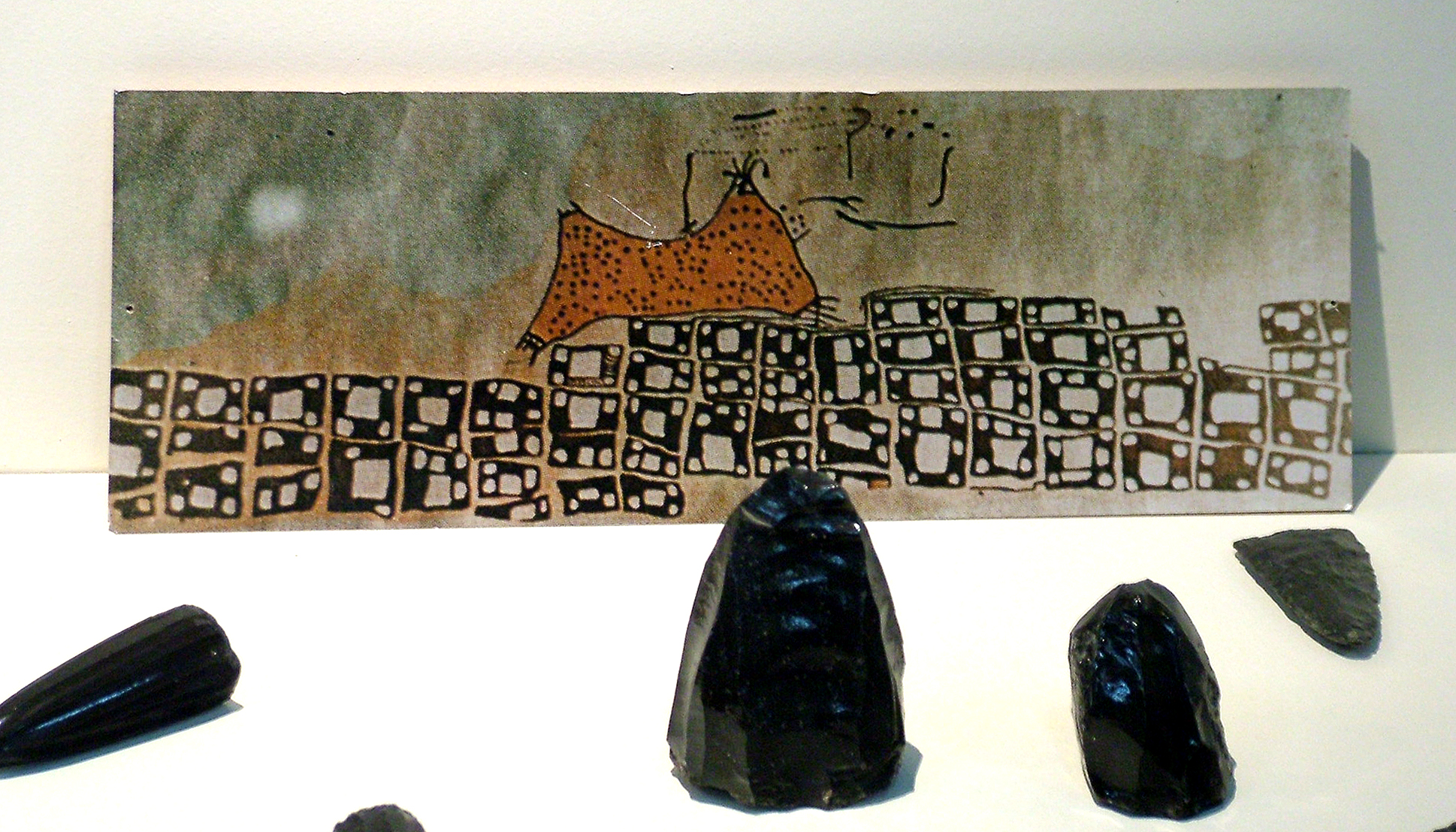
Çatalhöyük: freskórészlet

Çatalhöyük volt a Közel-Kelet és az Égeikum magasan fejlett újkőkori centruma (Konyától 52 kilométernyire). Az itteni ásatások során 10 építési (kultúr)réteget határoltak el, az i. e. 6800-5700 éves korszakból. Az építmények – de tulajdonképpen maga a település is – valamely meghatározott rend szerint létesült. A négyszögletes alakú házak egyformák, s valamennyien egy-egy belső udvar köré épültek. A házak agyagtéglából, de kőalapozás nélkül létesültek. A lakóhelyek belülről egy szobát, egy előkészítő helyet és egy konyhát foglaltak magukba. A szobákban pad, főzőhely és kemence található.
Çatalhöyük különleges jellemzője, hogy a házak egyes falai bikafejekkel és –képekkel vannak díszítve. A falfestményeken vörös, rózsa, barna, fekete és fehér színeket alkalmaztak, sovány agyagvakolatra felhordva. Különleges figyelmet érdemelnek az ember alakú figurák, istennők, emberi kezek, vadászjelenetek, állatok, pl. leopárd, bika, szarvas, vaddisznó, oroszlán, medve, madarak, továbbá tájkép és építészeti rajz, a háttérben működő vulkánnal.
Ebben a kultúr-térségben az istenanya a termékenység megtestesítőjeként jelenik meg. Ezeken a terrakotta-, vagy kőfigurákon, fiatal lányként, viselősen, vagy idős nőként ábrázolják. Egyedülálló az az anyaistennői ábrázolás, amelyen a viselős anyaistennőt két leopárd közt ülve ábrázolják.
A kézi gyártású agyagáruk díszítésére a neolitikumban általánosan barna, fekete, és vörös színeket használnak. A korsó-formákon főként ovális-, a periódus végén ezzel ellentétben azonban egyszerű geometrikus formákat alkalmaznak a díszítésekhez. Nyakláncok a legkülönbözőbb kövekből és kagylóhéjból, obszidián tükrök, és dísztárgyak azok, amiket Catalhöyükben találtak, azt jelzik, hogy ebben a korszakban megnőtt az emberek dísztárgyakkal, ékszerekkel kapcsolatos igénye.
Ebben a városban lelték meg a legkorábbi szövetanyag-maradványokat is. Faliképek beszélnek arról, hogy a szövött anyagok fonás-szövés mellett másból, mint pl. pamutból, állatszőrből, növényi rostokból is készültek, ugyancsak egyes öltözék-darabokat bőrből is. A csontok a csatok, tűk, tűzők készítésére szolgáltak. Különleges érdeklődésre számíthat egy temetkezési ajándékként (sírmellékletként) talált, tűzkőből készített tőr, kifaragott fogóval.
A korszak utolsó szakaszában – mellékesen – primitív, kezdetleges metódussal, rezet és ónt is alkalmaztak. Ezen kívül cserekereskedelmet is folytattak Kis-ázsiai szomszédaikkal.
Kőből, vagy égetett agyagból készített pecsétlőhengerek geometrikus mintákkal jelzik, hogy a személyiség védelmét a neolitikumban már fontosnak tekintették. A legszélesebb körben alkalmazott alapanyagok a legkülönbözőbb áruk és fegyverek előállításához a tűzkő és obszidián volt.
Çatalhöyük emberei halottaikat a házuk padozata alá temették el, a gyermekeket a szoba alatt, az időseket – egyedül, vagy csoportosan – a szoba ülőpad alatti részén, mellékletként halotti ajándékokkal.

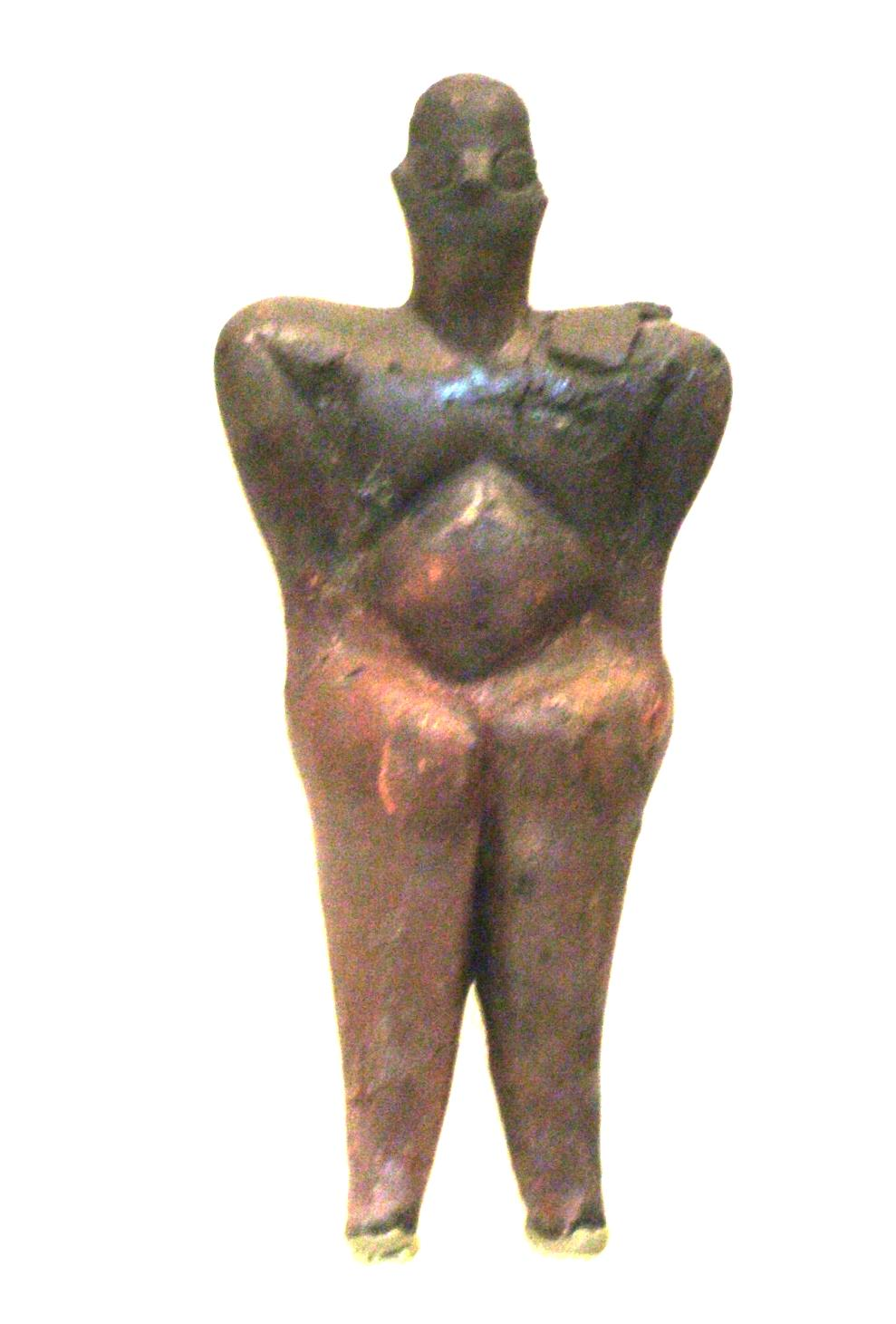
Hacilar: istennőszobor

Hacilar, (Burdurtól 25 km-re, délnyugatra) a másik fontos neolitikus településhely. Az itteni ásatások során 9 kultúrréteget tártak fel, ezek közül a IX-VI. rétegek a kései neolitikumhoz (i. e. 5700-5600) tartoznak. Házai agyagtégla-alapozással készültek, Catalhöyükkel megegyezőek, de szélesebbek azoknál. A falakat és a padlót mésszel pucolták be és vörösre festették. Az épületek lapostetősek, lefedésükhöz, a lépcsők és födémek kialakításához fagerendákat alkalmaztak.
Çatalhöyükkel szemben itt a halottakat a városon kívül temették el. A házakban Hacilarban is megtalálhatók az anyaistennő-ábrázolások, ülő-, vagy álló pózban, terrakottából. Az itt talált színező-anyag maradványok alapján az sem zárható ki, hogy itt textilszövést is folytattak.
A hacilari – jól kiégetett, polírozott – cserépáruk vörös, barna és vöröses-sárga színezésűek. Magasfényre polírozott agyagkorsók, vörös színárnyalattal, női-fej és számos más formára kialakított, állatformájú szakrális célú korsók (szarvas, disznó, madár) szemlélhetők a tárlókban. Növényi maradványok és a tűzkő-szerszámokon található nyomok alapján ismert, hogy Hacilar lakói földműveléssel foglalkoztak.
A korszak kiállított tárgyai:

### Kőrézkor (kalkolitikum)

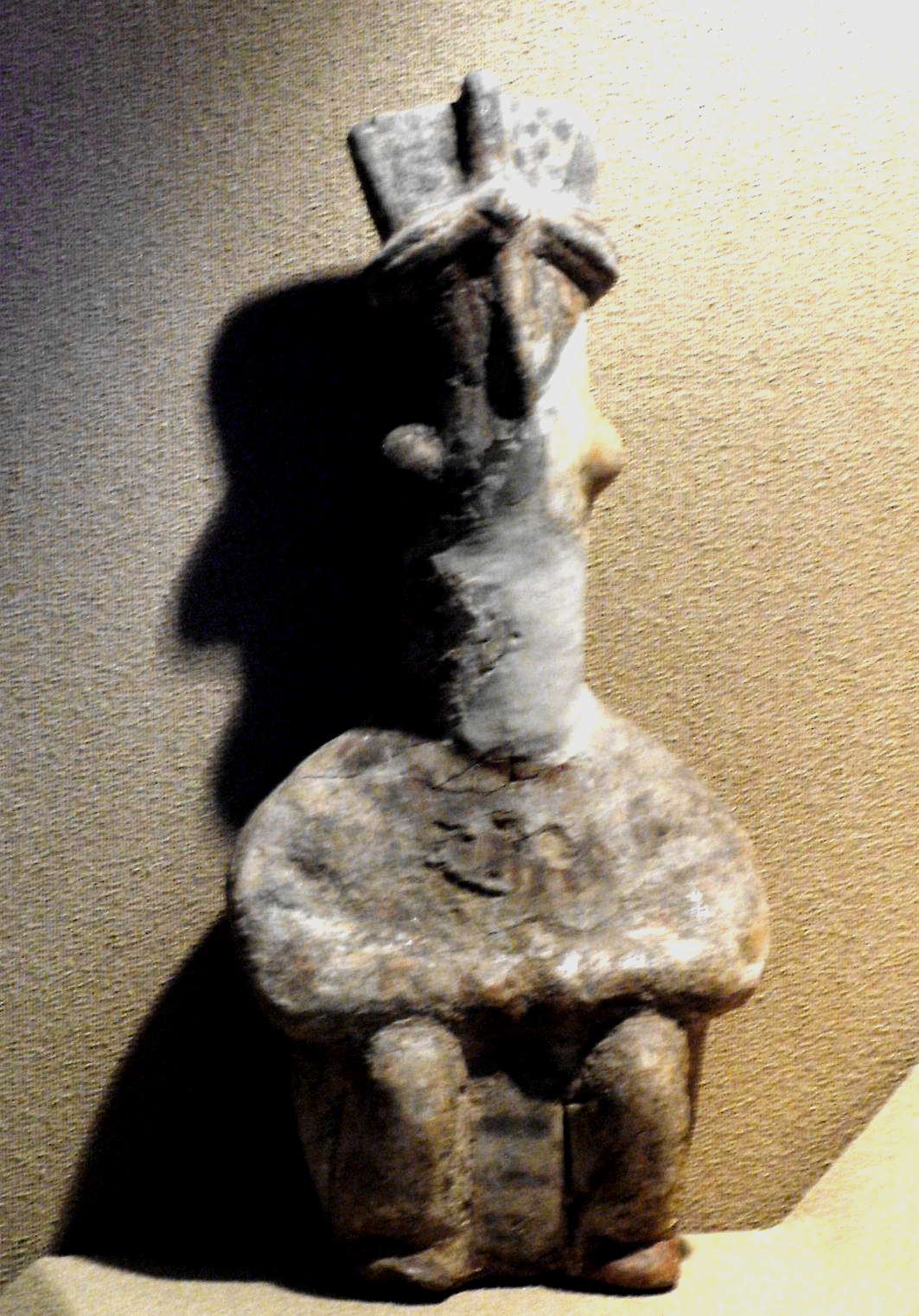
Kerámiafigura i. e. 5. e.

Az időszak már elnevezésében is hordozza legfőbb jellemzőjét: ekkor az emberek a kőeszközök mellett már rézből is állítottak elő eszközöket. Azonban a réz puha és sérülékeny volta miatt a fém inkább dísztárgyaknak és hatalomjelképeknek alapanyaga lett.
A kultúra-fejlődés folytonosságát Hacilar, Canhasan és Kurucay lelőhelyei képezik. De a rézkornak – ugyanúgy mint ez a neolitikum esetében is – sajátos jellegzetességei vannak.
Habár az időszakban Anatólia széles területei lakottá váltak, mégsem beszélhetünk összezáródott anatóliai kultúrkörről. Anatólia területének topográfiai sokrétűsége, s az ebből adódó kultúrafejlődési változatosságát az okozta, hogy Észak-Anatólia nyitott volt a Balkán és az Égei szigetvilág kultúrhatásainak fogadására, Kelet- és Délkelet-Anatólia Mezopotámia hatásra, míg Cukorovában az észak-szír civilizációs hatások érvényesültek.
A kőrézkor három rész-periódusra oszlik, nevezetesen:
- korai-,
- középső-,
- késő-kalkolitikumra.

Hacilar lelőhelyéről származnak a kora rézkor kultúr-szakaszáról való ismereteink. A négyzetformájú, alapozott, derékszögű, agyagtégla falakkal épített házak lapos tetővel készültek. A házak keskeny utcákat alkottak, s a telep körül agyagtéglából védőfalat építettek. Így Hacilar már védett területű település (város). Az egymáshoz tapadó házak széles udvar körül elhelyezett helyiségekből állnak, amelyekben egy-egy kisméretű kultikus tér, lakóhelyiség és fazekasműhelyek voltak.
A használati eszközállományt kézzel előállított, festett kerámiák jellemzik. A korai kalkolitikum emlékeit tartalmazó V-I. rétegekből (i. e. 5400-4750) – a magas fényűre polírozott – önmagában technikailag és formaképzésben is egyaránt magas színvonalú – egyszínű, cserépárú mellett számottevő mennyiségben kerültek elő színes, különféle díszítményeket mutató kerámiatárgyak is. A krémszínű, vagy sárgás-rózsaszínű alapszínekre felhordott geometrikus díszítőminták vöröses barna színnel készültek. A változatos formájú edényfajták közt kancsókat, ovális szájjal készült korsókat, kövérformájú fazekat, nagy vázát, szögletes sütőtálat, kannákat és nagyméretű tároló-edényeket találni.
Most is készültek anyaistennő szobrok terrakottából, gyakran ülő pózban, vagy csak sematizált formában. E korszakban a tárgyak kőből, csontból, de kisebb számban rézből is készültek, amelyeken a korábbi korok tradíciói továbbéltek.

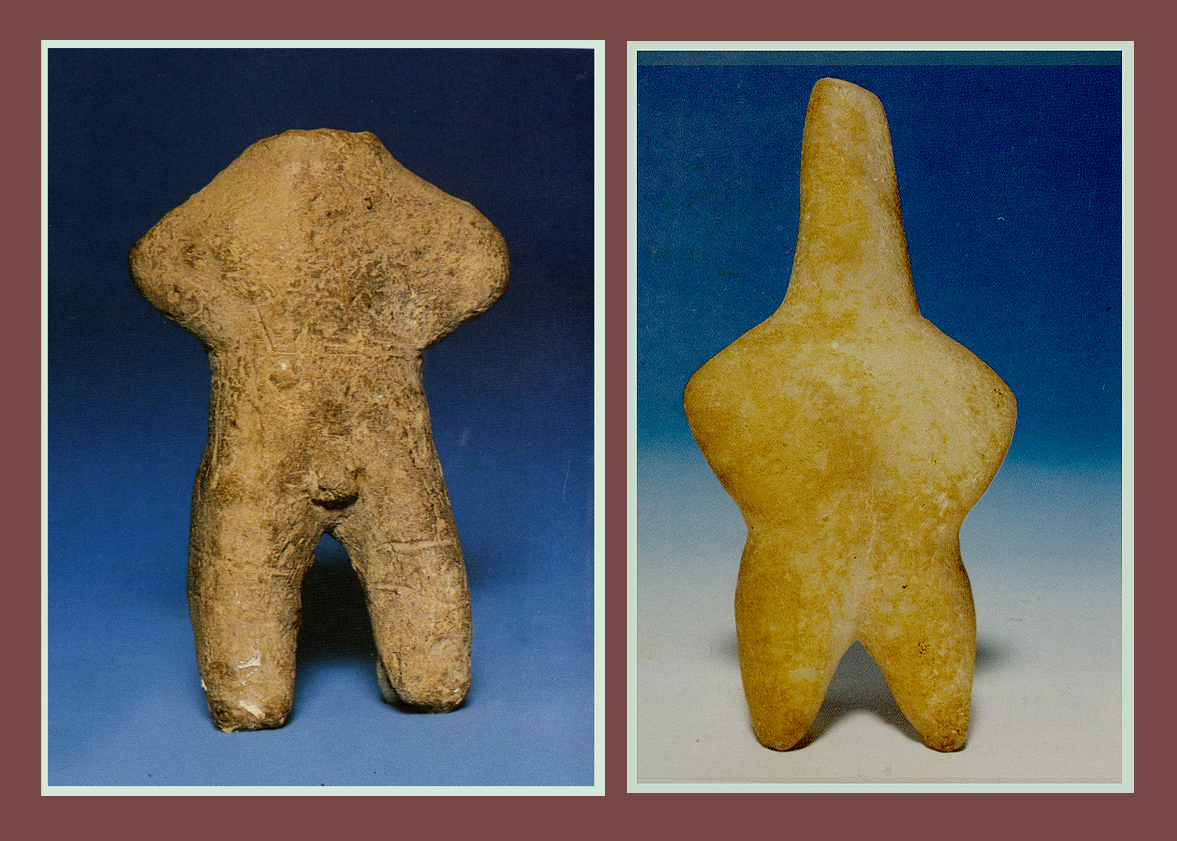
ACM: Canhasan, Női idolok i. e. 5. e.

Canhasan a Konya tartománybeli Karamantól 13 km-re található. Ebből a periódusból lelőhelyen három kultúr-réteget regisztráltak (III-I). A telep jelentősége abban áll, hogy a település a konyai és a cukurovai völgyeket összekötő útvonalon feküdt, s olyan centrummá vált, ahol a két terület kereskedelmi- és kultúrhatásai érintkeztek. Az épületek a hacilariakhoz hasonlóak, rajtuk geometrikus mintázatú képekkel.
A kézzel gyártott, vékonyfalú kerámiákat krém-, vagy teveszőr-színű bevonattal látták el. Az egyszínűek mellett vörös- és fekete festésű cserépedények is előkerültek, vonaldísz motívumokkal, vagy fehér színű inkrusztációs (berakásos rekesz-) festéssel. Réz karperec, rézbunkó-, vagy vezéri jogar, valamint az előállításkor keletkezett rézbuga képezi a legjelentősebb leleteket.
Beycesultan a késő-kalkolitikum másik fontos lelőhelye. Civril várostól 5 km-nyire fekszik. A telep XL-XX. rétegei i. e. 4000-3000-ből származnak. Az agyagtégla falakkal készített, négyszögformájú házak ’’megaron-típusra’’ emlékeztetnek. Az épület belsejében támasztógerendák találhatók a falak megtámasztására, főzőhely, és padok a falak mentén, a belső oldalán bevakolt raktárhelyiség.
Egy ezüstgyűrű, rézeszközök, egy tőr fogója, s három réztű, amit egy cserépedényben találtak, amelyek fontos kultúr-csoporttól származó fémanyagú leletek. A késő-kalkolit korszak kerámiái szürke, fekete vagy barna alapszínűek, amelyeket fehér színű geometrikus motívumokkal, esetenként vonaldíszítéssel láttak el.
Alacahöyük és Alisar, Belső-Anatólia északi részén lévő késő rézkori lelőhelyek képezik a térségben feltárt legrégibb régészeti korszakot. Ebből a korból innen vannak leletei a múzeumnak. Mindkét helyen vannak késő-kalkolitikus rétegek (Alisari XIX-XII. rétegek), míg (Alacahöyükön a XV-IX. sz. rétegek). Mindkét telepen agyagtégla falazatú, négyszög alaprajzú építménymaradványok kerültek elő, továbbá cserépedény maradványok, barna, fekete és sötétszürke színben. A monokrom kerámiák egy részét vonal- és karcolás-motívumokkal díszítették. Az edényformák közül a gyümölcsöstálak, korsók, és nagyméretű tároló-edények jelentős mennyiségben kerültek elő.
Tilkitepe lelőhelye képviseli Kelet-Anatólia területéről a középső kalkolitikumot. A Van-tó-tól délkeletre található régészeti helyen obszidián-leletek mellett helyben készített színes kerámialeletek, úgynevezett Tell Halaf-kerámiák kerültek elő.
E korszakban halottaikat a településekben, vagy azokon kívül, nagyméretű tárolóedényekben, vagy kővályúkban elhelyezve, a földbe temették. Sírmellékletként kerámiát, ékszerdarabokat és fegyvereket találunk.

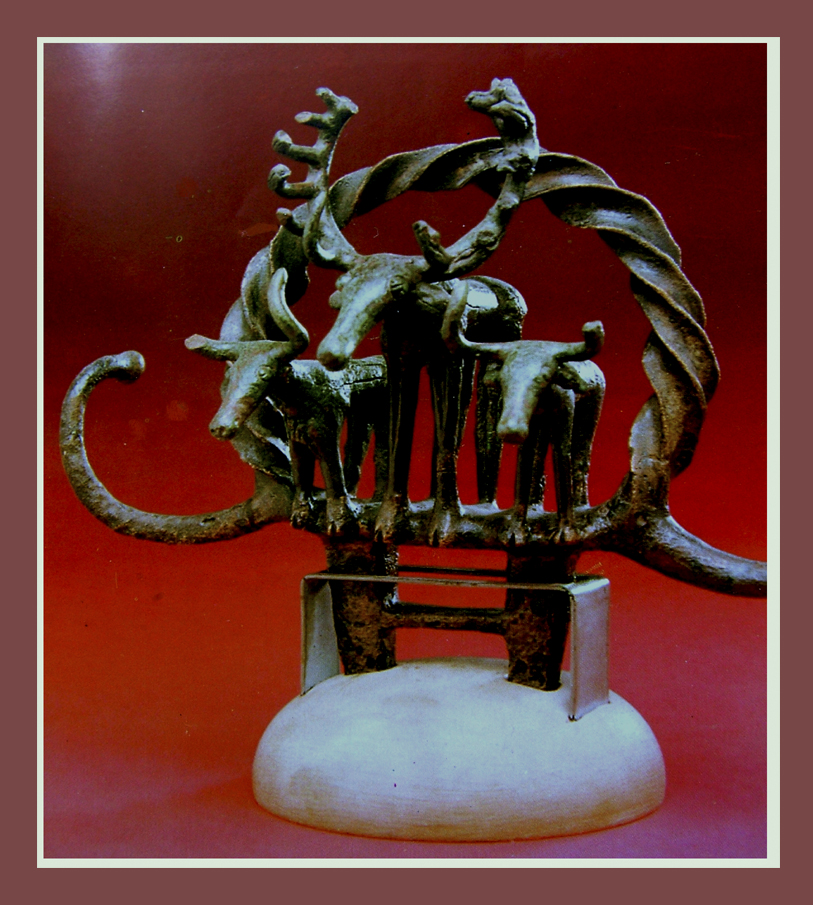
Alacahöyük i.e. 3.e.

A korszak kiállított tárgyai:

### Kora bronzkor
Az i. e. 4. évezred végén, és az i. e. 3. évezred elején jelent meg Anatólia területén a korai bronzkor, mert Kis-Ázsia lakói a réz és az ón összeötvözésével felfedezték a bronzot. Ezzel az ötvözettel készítették a fegyvereket, edényeket és dísztárgyakat. A bronz használata mellett azonban más fémeket, mint a rezet, ezüstöt, aranyat, illetve az ezüst/arany ötvözeteként előállított elektront is alkalmazták. A késő-kalkolitikum és kora bronzkor közti átmenet törésmentes. Az építmények, bélyegzőpecsétek és idolok egy autohton, egységes fejlődési folytonosság jegyeit jelzik. Ennek a korszaknak az
emberei ugyanúgy termeltek, mint a kalkolitikumban; szántottak, állatokat tenyésztettek.

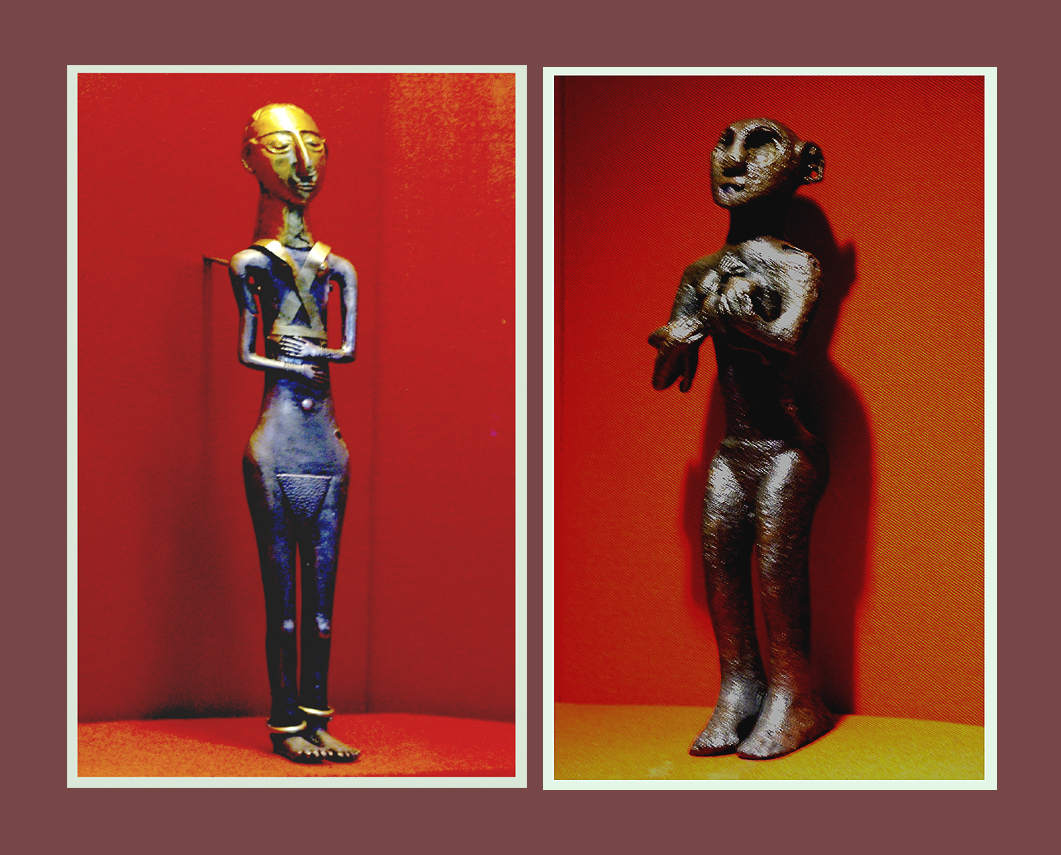
Istennő-idolok i. e. 3. e. (Hasanoglan, Horoztepe)

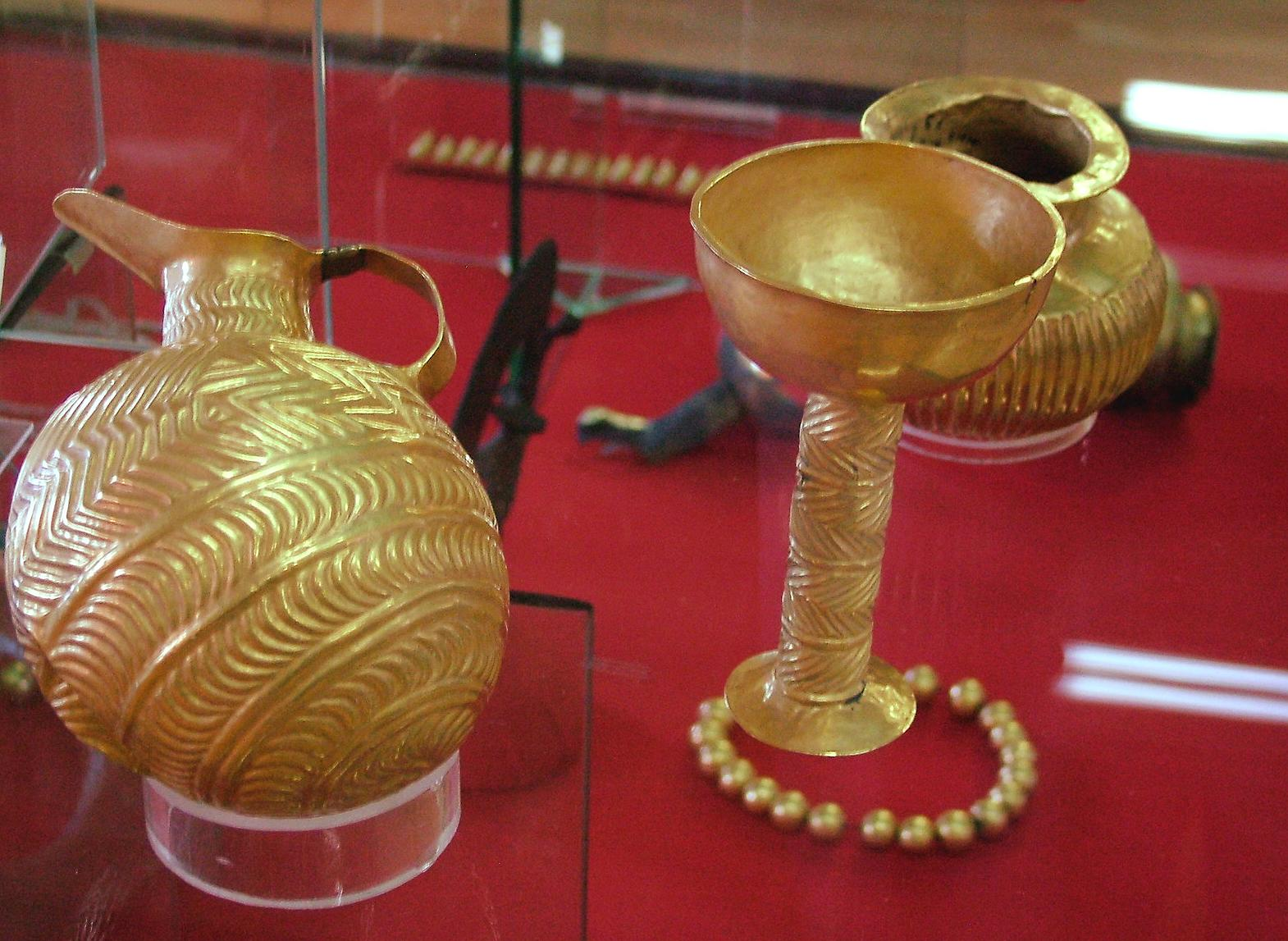
Aranykincsek i. e. 3. e. (Alacahöyük)

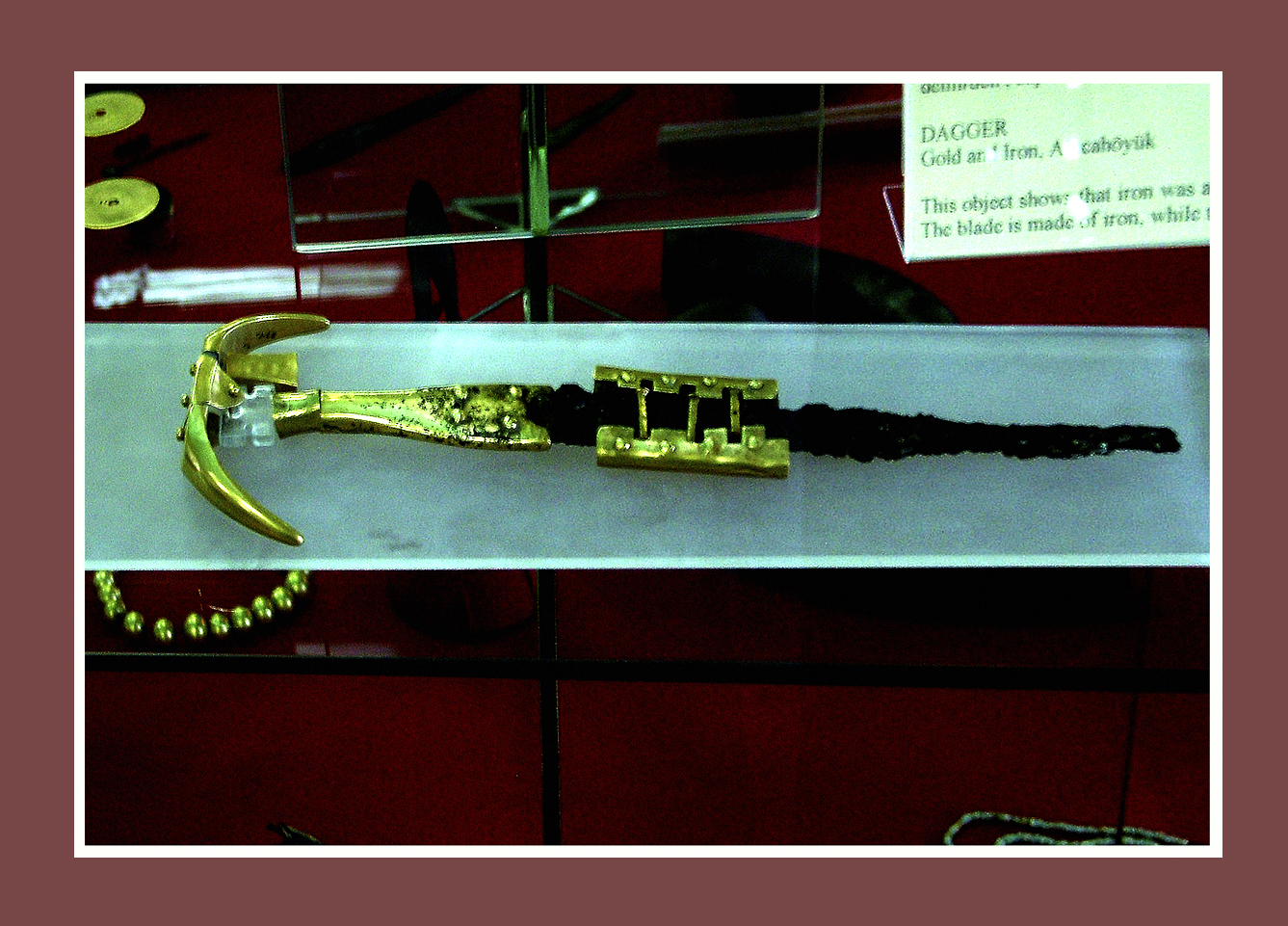
Vas-arany tőr i. e. 3. e. (Alacahöyük)

Azonban megtanultak és műveltek még két további tevékenységet, a kalmárkodást és a fém megmunkálást. Kereskedelmi tevékenységük bizonyítékaként számtalan, s különféle vidékekről származó termék maradványait sikerült feltárni. A fém-megmunkálás mindenféle anyagával (arany, ezüst, réz, bronz, elektron és talán vas) foglalkoztak, alkalmazták az öntés és kovácsolás technológiáit. Ennek eredményeként a fémtárgyak egész tömege került elő, temetkezési mellékletekként, vagy a településeken található korsók és egyéb fémből kialakított tárgyak formájában.
A kisebb és nagyobb településeken végzett ásatások során nap mint nap előkerülnek azok a falmaradványok, amelyek jelzik, hogy a korszak embereinek élete falakkal körülhatárolt településekben zajlott. Ezekben a megerősített városokban a házakat szorosan egymás mellé építették, tipikus anatóliai építési módon, kőlábazatra rakott vályogfalakkal létesítették. A kvadratikusan, vagy szabálytalan négyszög-formában kialakított belső terekben tűzhelyet sütőkemencét és ülőpadokat találunk.
Beycesultan a Felső-Menderez völgyben található. Az itteni megaron-házak (hosszúkás ház, egy helyiséggel) a bizonyítékai annak, hogy ez az eredeti háztípus Anatóliában keletkezett és hosszú időn keresztül uralkodó maradt, s ebben a vonatkozásban Közép-Anatóliával jelentős kapcsolatot feltételez.
A fellelt tárgyak mennyisége és minősége alapján megállapítható, hogy a régióban a vizsgált kor embere már nemcsak a megélhetés biztosításához szükséges eszközöket készített, hanem – nem utolsósorban – a fémmegmunkálás kézműves művészetét is magas szintre fejlesztette. Ezt különösen az Alacahöyük, Horoztepe, Eskiyapar, Kültepe, Mahmatlar, Kayapinar, továbbá Polatli lelőhelyeken fellelt eszközök és tárgyak jelzik. Úgy látszik, hogy ebben a korban, Közép- és Északkelet-Anatóliában a fémművesség már ugyanolyan fontossággal bírt, mint a mezőgazdálkodás. Ez Kelet- és Északkelet-Anatóliában nagy fémmegmunkáló műhelyek létesítéséhez vezetett. A korszakban a fémmel és fémtermékekkel való kereskedelem is nagy jelentőségre nőtt.
A kereskedelmi tevékenység ebben az időben az asszírok által Anatóliában létesített kereskedelmi kolóniákon keresztül folyt, és természetesen, a fémfeldolgozás művelése és fejlődése is ezeken a telepeken bontakozott ki. Ezek legfontosabbja Kanis.
Alacahöyük területén érte el Anatólia a kora bronzkori civilizáció csúcspontját. Az itt feltárt sírlétesítmények négyszögletes, kőfallal kiépített sírkamrák sora.
A halott a sírmellékletekkel együtt guggoló formában, a helyiség közepén, a padlón feküdt. A sírhelyet keresztgerendákkal fedték le, majd az egészet agyagtapasztással látták el, s mint egy lapostetős halottas ház, jelent meg. A temetési szertartás (ünnep) – és minden bizonnyal az azzal együtt tartott halotti tor – alkalmával bikát, kecskét és juhot öltek le. A levágott állatok koponya- és lábszárcsontjait a sírban helyezték el. Gazdájának őreként egy kutyát a síron kívül temettek el.

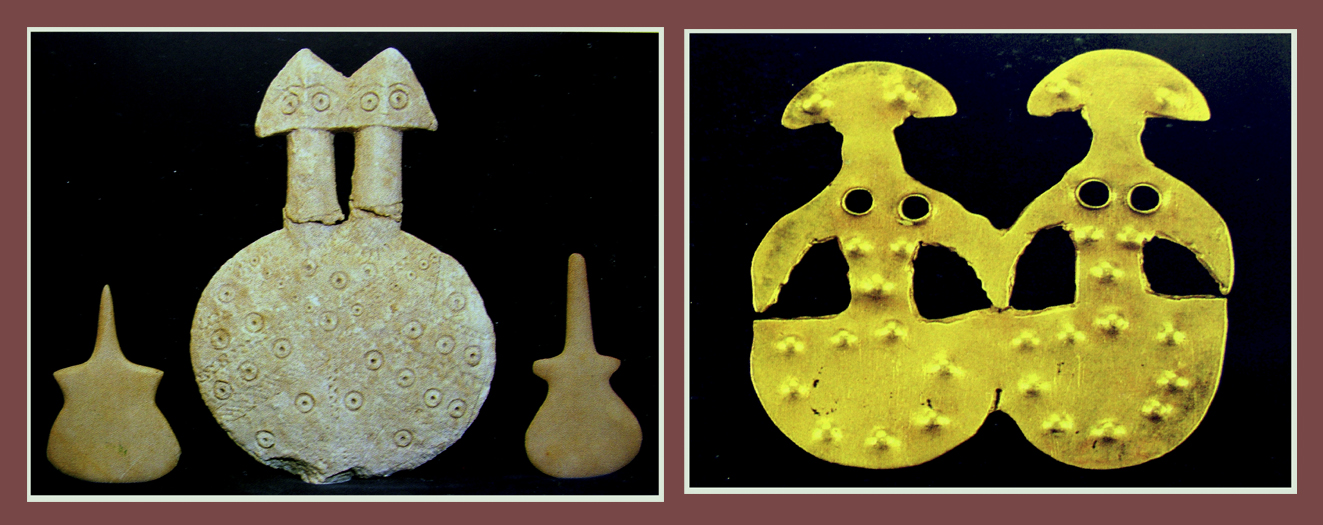
Istennő-idolok(i. e. 3. e. (Alacahöyük)

Bebizonyosodott, hogy ezt a sírtípust nemcsak rövid ideig, hanem Anatóliában – uralkodók esetében – generációk során át alkalmazták. A sírok több építési réteget képeznek. A sírmellékletek legnagyobbrészt arany-, ezüst-, elektron-, bronztárgyak. Emellett találhatók még borostyán, achát, hegyikristály, vas- és égetett agyagtárgyak is. A halotti ajándékok érték tekintetében különbözők. Dísztárgyak, ékszerek mellett (mint pl. diadém, nyaklánc, tű, karperec, csat, fülbevaló), korsók, bronz- és aranyfegyverek, s rajtuk kultikus tartalmú jelek találhatók, úgymint napkorong, szarvas- és bika-szobrocskák, anyaistennő és (?Sistrumgeräte) tárgyak. A Tokat közelében fekvő Horoztepén, az előzőhöz hasonló lelőhely feltárt sír-létesítménye egy másik, korbeli uralkodóé volt.

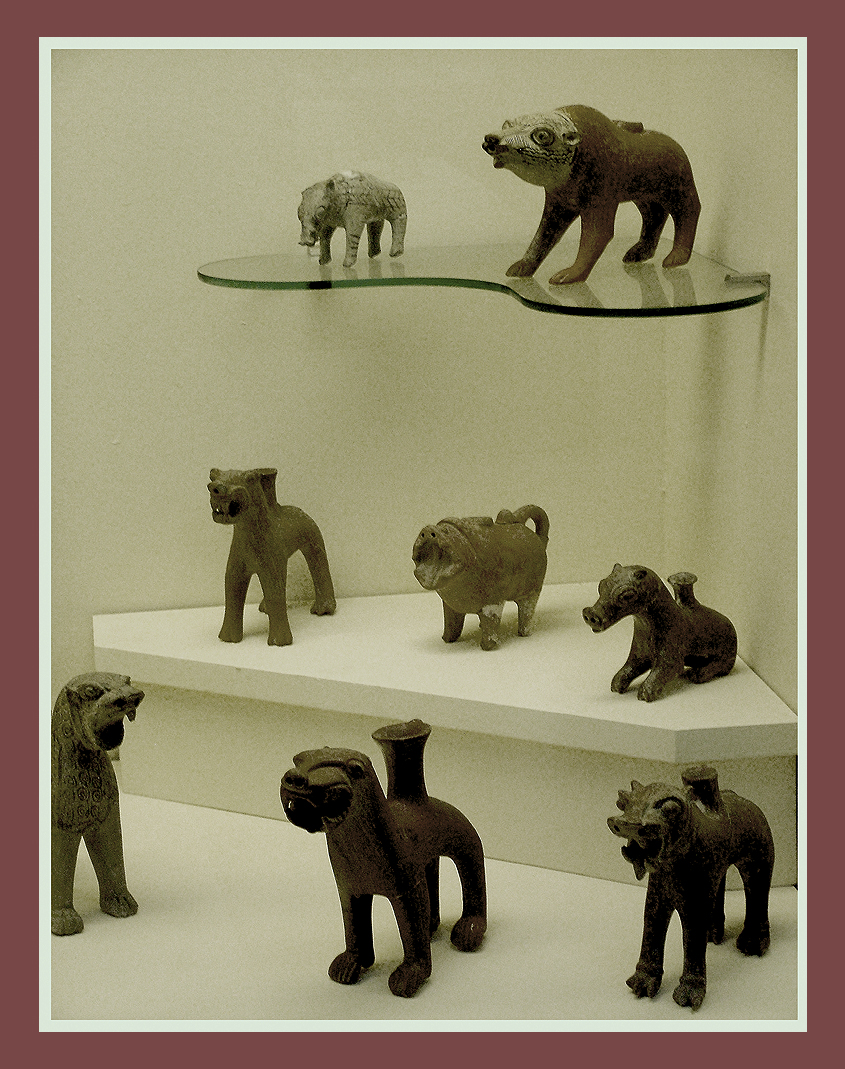
Kisplasztikák (i. e. 3. e. (Alacahöyük)

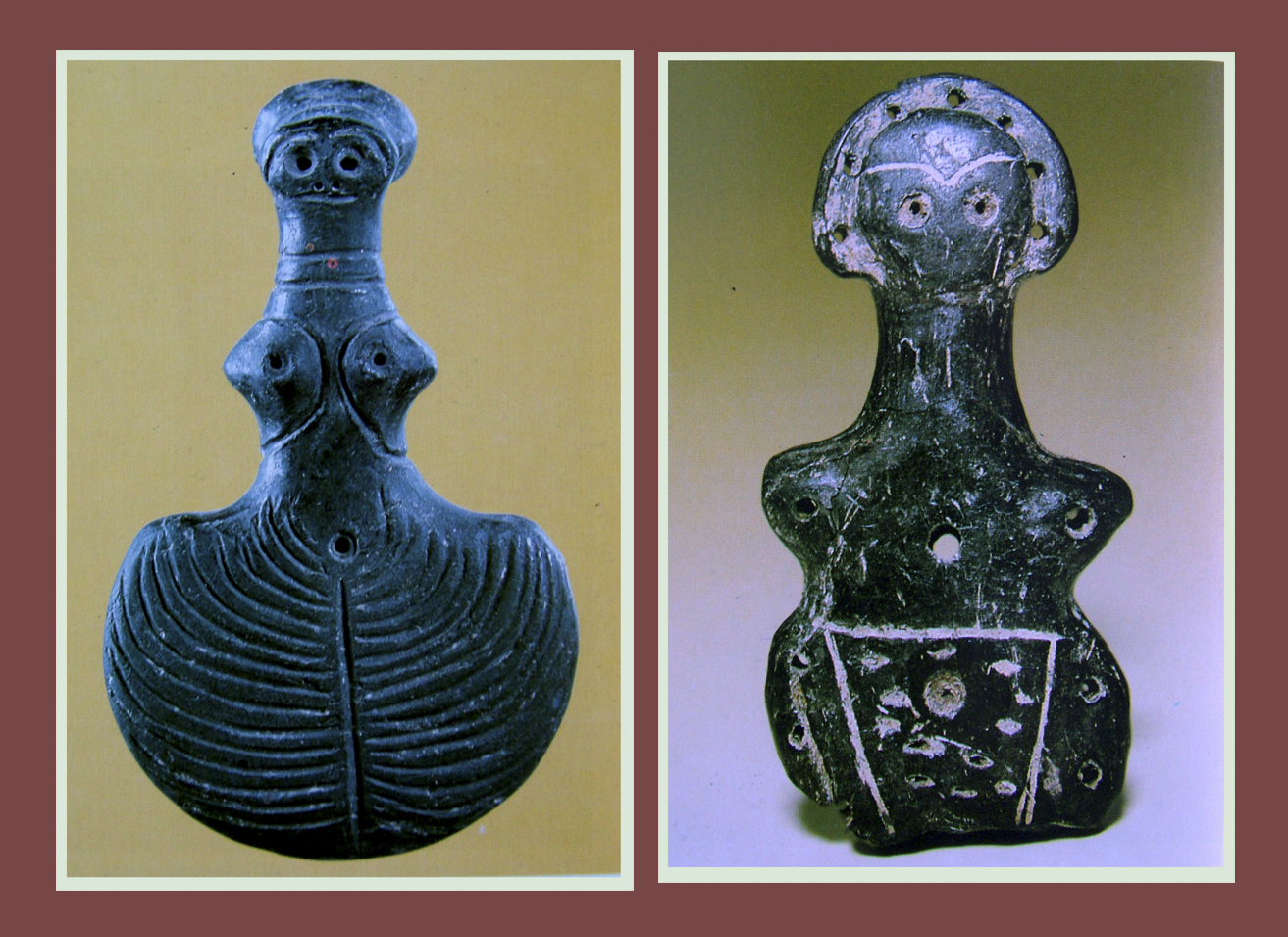
Kisplasztikák(i. e. 3. e. (Alacahöyük)

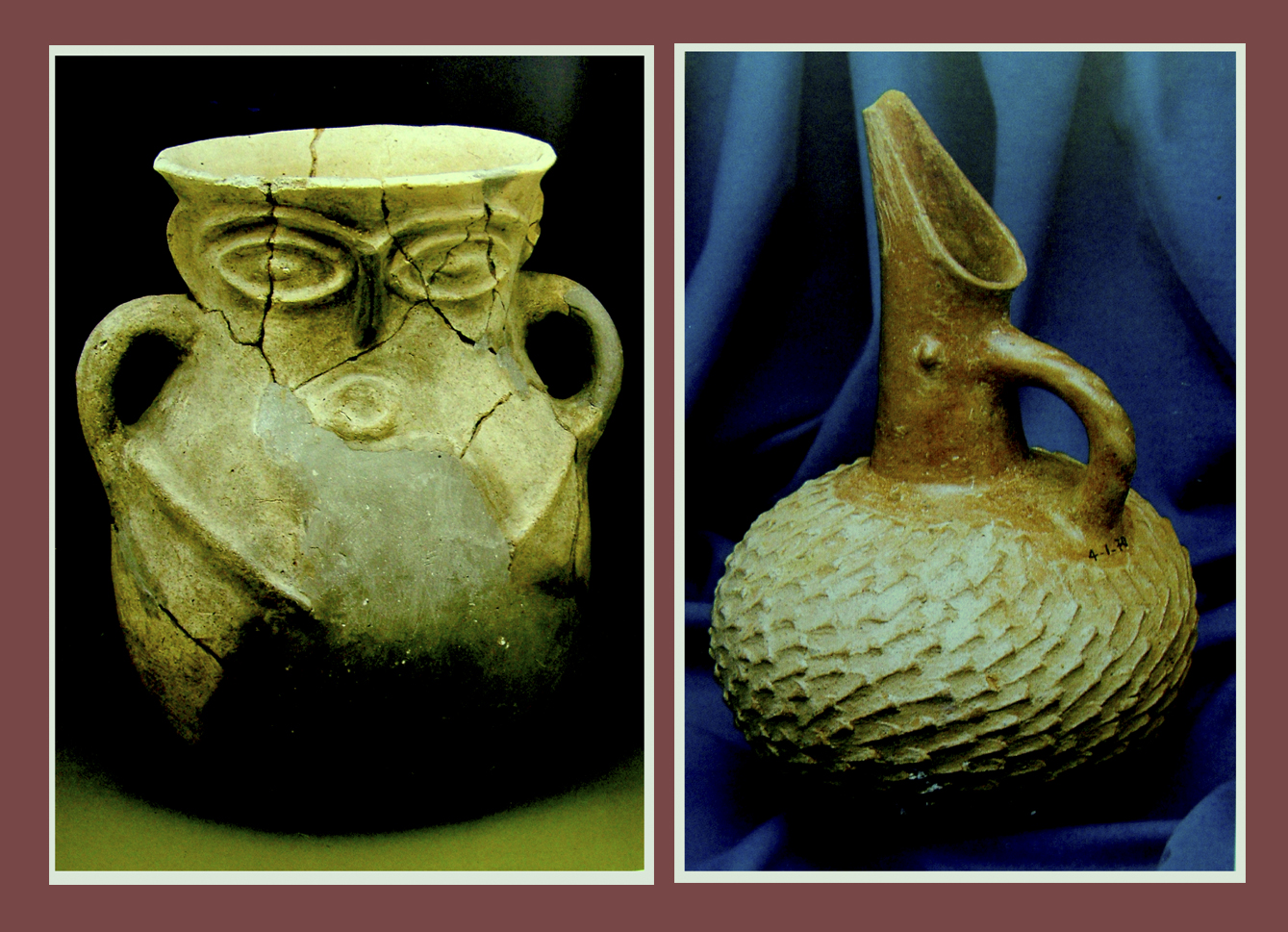
Kerámialeletek (Karatas, Ankara) i. e. 3. e.

Eskiyapar, Kayapinar és Mahmatlar lelőhelyeinek alapfalai, használt anyagai ugyanezt a hatást keltik. Minden, a kora bronzkorból feltárt telep leletei szinte másolatai az előzőknek, fém-edények, idolok és fegyverek, agyagból, kőből, vagy más, kevésbé értékes anyagokból kerülnek ki. Az eskiyapari ásatások során kerültek elő az első olyan bronz lándzsahegyek, valamint néhány baltatípus, amelyek esetében felmerül a hasonló mezopotámiai és szíriai fegyvertípusokkal való azonosság. Ez tapasztalható Alacahöyüktől Alisár, Mahmatlar, Horoztepe lelőhelyeken át Dündarig. A Samsunhoz közeli Tilkitepe ásatásainál előkerült fegyverek szintén a kora bronzkori fémfeldolgozó művészet magas színvonaláról tanúskodnak.
Az alacahöyüki és horoztepei sírok a hettita királyok temetkezési helyeiről származnak, s az itt fellelt tárgyak (alkotások) képeznek bizonyítékot a hatti népesség (az ebben a korban itt élő bennszülöttek) kultúrájáról és művészetéről. Az ásatásokon előkerült tárgyi emlékek legnagyobb része vallási (szakrális) jellegű. Kultikus tárgyak bronzból, valamint bronzból és elektronból készített egyes bika- és szarvas-figurák, szabványosnak tűnő napkorong formájúak, napkoronggal és sugárkoszorúval, napkorong bikával, vagy szarvassal, napkorong mindkét oldalán bikaszarvakkal díszítve, az istenanya termékenység-szimbólum ábrázolása; gyermekét tartó bronzfigura Horoztepéről; elektronból készült szobrocska aranybevonatú fejjel Hasanoglan-ból; valamint áldozati tárgyak.
Egyes istentípusok és isten-szimbólumok ebben a korban jelennek meg először, ugyanúgy, mint az áldozatára (?Sistren) rátelepedő sasmadár, amit később is igen kedvelt motívumként ábrázoltak. Itt leljük meg az asszír kereskedelmi kolóniák korának, továbbá a hettita periódusban uralkodóvá váló nap-, szarvas- és bika-, valamint anyaistenkultusz első és legfőbb tárgyi emlékeit.
A korai bronzkorban a kerámiatárgyakat még fazekaskorong nélkül készítették. Ezek többnyire egyszínűek voltak és csak esetenként fordul elő vörös-, vagy világos színű alapon, sötétebb színű, festett mintázattal készített emlék. A díszítések – akár bekarcolással, vagy ráfestett mintákkal készültek – mindig geometrikusak. E korszakra jellemzők a csőrös kannák, (?szűrős)kiöntős teáskannák, széleshasú kor¬sók geometrikus körökkel és rovátkolt mintákkal, fekete áthúzással díszítve, egyfülű tálak és csészék, kettőshasú vázák és emberábrázolásos korsók. Az égetett-agyag kannák a korai bronzkorban egyszerű formákat mutatnak, a korszak végén azonban a fő hangsúly már a fémkorsók előállításán van. A fémkorsók másolása, kiöntős korsók, dugóbetétes teáskannák, éles-szélű csészék és vázák termelése erőteljesen megnövekedett. A későbbi hettita periódusra jellemző, s akkor általánossá váló számtalan korsóformának az első megjelenése is erre az időszakra esik.
Nyugat-Anatólia civilizációja a kora bronzkorban felaprózott, autochton karaktert mutat, s az össz-anatóliai térség szempontjából szekunder (másodlagos) kultúrkört képez. Ez térségének földrajzi adottságaival magyarázható.
Beycesultan (Yortan tágabb környékén levő) ásatási leletei képviselik a múzeumban belső Nyugat-Anatólia kultúráját.
A kora bronzkor végén Közép- és Nyugat-Anatólia térségei között kereskedelmi kapcsolatok alakultak ki. Az ebből az időből előkerült korsók Trója térségének tipikus formai megjelenését viselik, az értékes fémekből készített ékszerek pedig Közép-Anatólián, mint jelentős centrumon keresztül terjedtek el Délkelet-Anatólia térségében (Beycesultan, Polatli, Karaoglan, Bogazhöyük, Alisar, Kültepe, Gedikli, Gözlükule). Ezek a tárgyak adnak számunkra tájékoztatást a Trója–II. kultúra befolyási övezetének kiterjedéséről is.

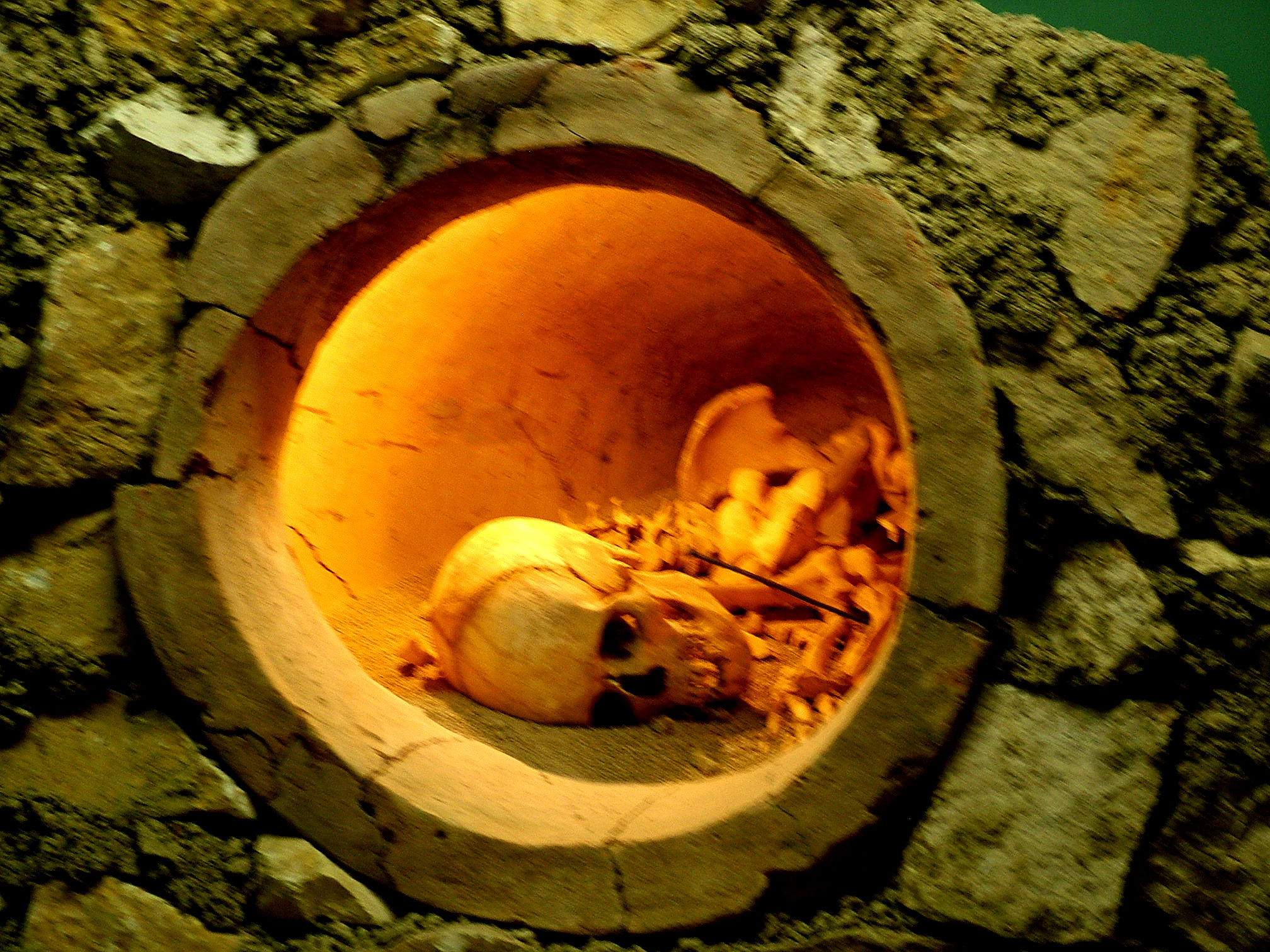
Alacahöyük: Kora bronzkori urnasíros temetkezés

Stilizált emberarcú korsó, kézi munkával készített fekete korsók, amelyek Yortan-típusjeleket hordoznak, ami ebben a korban Nyugat-Anatóliában előállított kerámiákra jellemző, s amelyek Ankara környékéig lelhetők fel. Közép-Anatóliában a kora bronzkor utolsó fázisában a kézimunkával készített, monokrom fazekastárgyak előállítása mellett a fazekaskorongon gyártott kerámiatermékek is megjelennek és gyorsan átveszik a vezető szerepet. Ugyanakkor megmarad egy többszínű, kézi előállítású kerámiatípus, amelyet az archeológiai szakirodalom „Intermediate Ware” és „Alisar III.” néven ismer. Az ilyen kettősség Közép-Anatólia déli régiójában gyakran előfordul.
A már az újkőkorban és a kőrézkorban is ábrázolt női istenség megjelenítését a terrakottából, bronzból, ezüstből és különböző kövekből készített hegedű formájú idolok képezik. Délen, Belső-Anatóliában, a kora bronzkor utolsó periódusában, a színes kerámiával együtt jelent meg egy – csak Kültepén, főként a síroknál és a kultuszhelyeken található, körfora testű, négy nyakkal és fejjel – alabástrom-idolt készítő csoport. Főleg meztelenül ábrázol, a testen koncentrikus körök és geometrikus mintázatok fedezhetők fel. Esetenként a testrészen láthatók még kisebb, elsősorban oroszlánokat és embereket ábrázoló reliefek is. Valamennyi alkotás, melyek 5–30 cm átmérőjű, a termékenység-istennőt szimbolizálják. Az ilyen idolok mellett kör alakú testtel találhatók még trónoló, terhes (viselős) asszonyt naturálisan ábrázoló alabástrom szobrocskák is. Ezeknek a – Kültepén tipikus – alkotásoknak a funkciója és jelentése még feltárásra vár, amihez majd a vallástörténetnek a korszakra vonatkozó ismereteit is segítségül kell hívni. Az i. e. 3. évezred utolsó két századában a kora bronzkori monokrom fazekas termékek mellett megjelenik a sokszínű kerámia is.
Az Anatóliában már korábban, a neolit-kortól ismert bélyegzők használata a kora bronzkorban is megtalálható. A bélyeg égetett agyagból készült. A bélyegzőhenger kőből, majd elterjedését követően fémből. E korszakban a tárgyak kerülete és a bélyegző-motívum mérete kisebbé lett. A geometrikus mintát a konvex bélyegzőfelületre karcolták be. Horizontálisan átfúrt lyukba illesztett fogantyúval használták. Ebben a periódusban tapasztalható első alkalommal, hogy a pecsétnyomót és lenyomatát sírmellékletként helyezik el. Az Ahlatlibel, Karaoglan és Karayavsan bélyegzők egymáshoz hasonlítanak. Ezzel szemben a Kis-Ázsia déli részén találtakon mezopotámiai hatás ismerhető fel.
Arról, hogy a fonás és szövés Anatóliában a kora bronzkorban milyen nagyot fejlődött, számtalan lelet – köztük háztartásokról készült karcolatok, szövőszék-nehezékek és orsók – tanúskodnak.
Kelet-, Közép- és Nyugat-Anatólia civilizációja helyi belső tradíciókra alapozva bontakozott ki. Ennek a civilizációnak a helyi autohton egységét alapvetően külső hatások – mint pl. a kereskedelmi tevékenység, vagy népvándorlás – sem változtatta meg. Anatólia legfontosabb jellegzetességét éppen az képezi, hogy a történelem során ezt az önállóságát végig megtartotta. A kora bronzkortól a Kis-ázsiai félsziget minden térsége lakottá vált, és ennek talaján a Kis-ázsiai kultúra és művészet ragyogó képe alakult ki. Ennek a fényes történelmi korszaknak a legpompásabb régészeti leletei itt ebben a múzeumban leltek otthont és bemutatási lehetőséget.

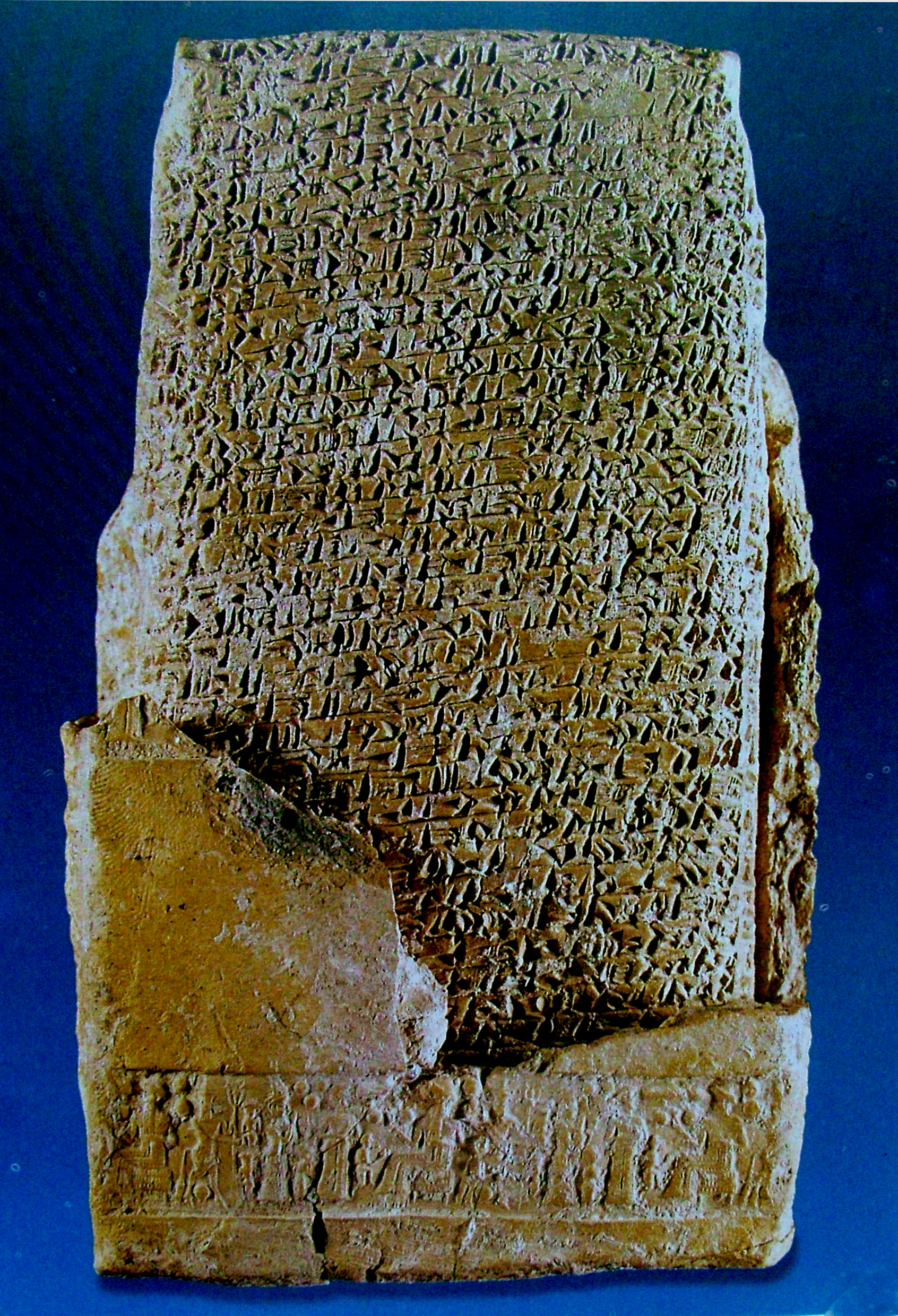
Ékírásos levél

A korszak kiállított tárgyai:

### Középső bronzkor (asszír kereskedő kolóniák)
Ennek a periódusnak a kezdetéhez kapcsolódik az, hogy ettől az időtől rendelkezünk Anatólia területéről írásos dokumentumokkal. Körülbelül i. e. 1960-ra keltezik az észak-mezopotámiai óasszír birodalom és – az akkori időkben kis feuális-, (főképpen hatti) fejedelemségekből álló – Anatólia közti kereskedelmi kapcsolatok kiépülését. A mezopotámiaiak, akik már az akád-korszak óta kereskedtek Anatóliával, most széles- és módszeresen kiépített kapcsolatot teremtettek. Ők Kis-Ázsiába egy külső, idegen nyelvet (akkád), az ékírást és a pecsétlő hengereket hoztak és honosítottak meg. Ilyen módon Kis-Ázsia – i. e. 1950 táján – belépett az (írott) történelem korszakába. A kereskedők áruikat szamárkaravánokkal szállították. A karavánok útja Anatóliában Diyarbakir, Urfa, Maras, Malatya útvonalon, vagy Adanába, a Kilikiai Kapu-n át vezetett. Asszíriából ónt, kecskeszőrt, szövetet, ruhaneműt, ékszereket és illat-eszenciákat hoztak, ezeket arany- és ezüstárukra cserélték el. Az anatóliai kisfejedelmek – vám és adók ellenében – megvédték ezeknek – a politikai és militáris cél nélkül – utazó kalmároknak az útját és áruik biztonságát.

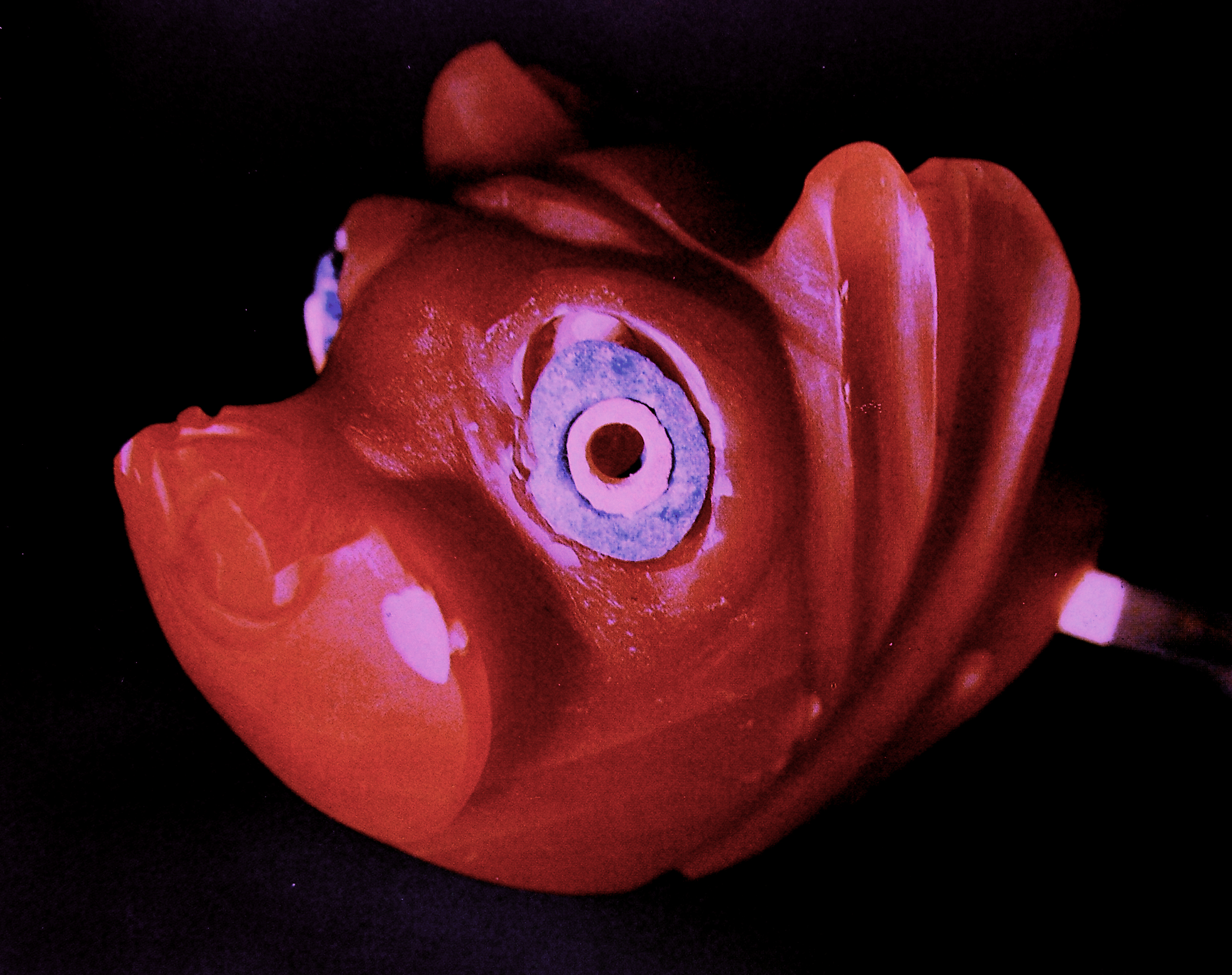
Achát kisplasztika (i. e. 18. sz. Kültepe)

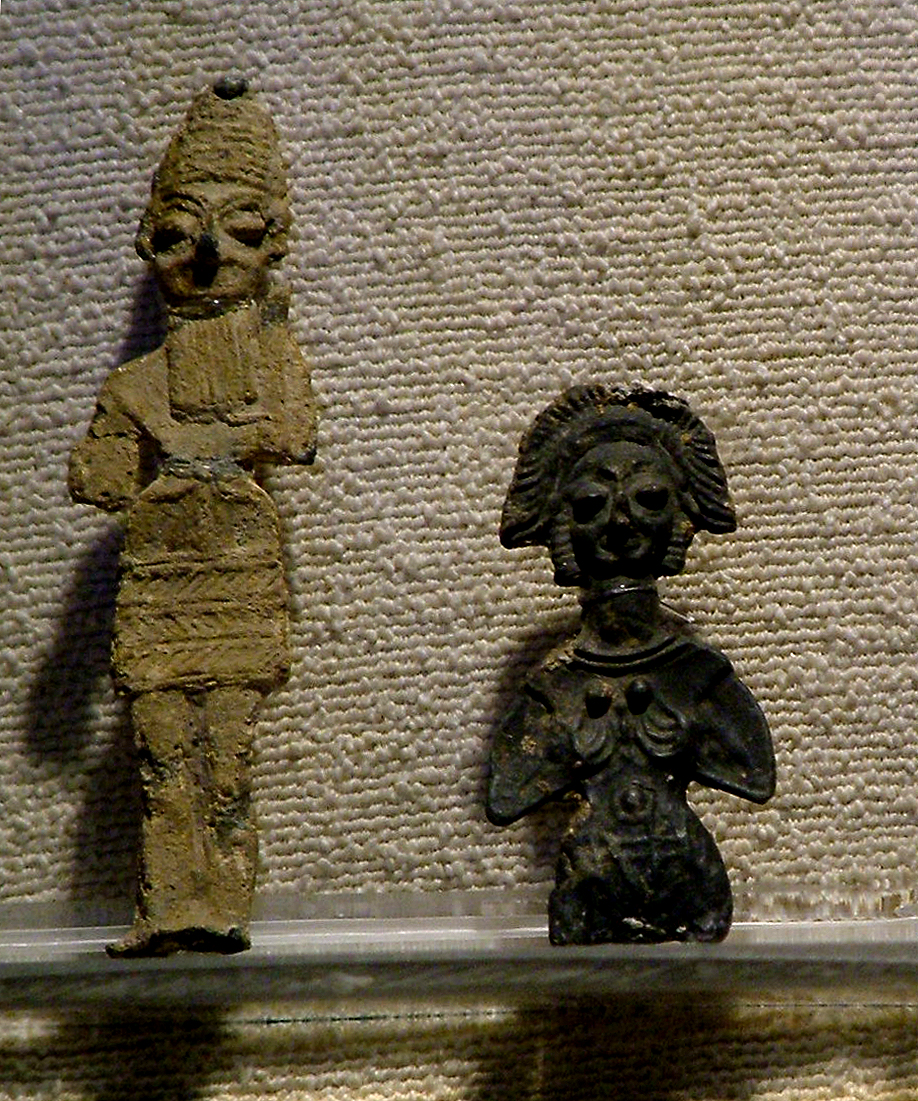
Istenszobrocskák (i. e. 18. sz. Kültepe)

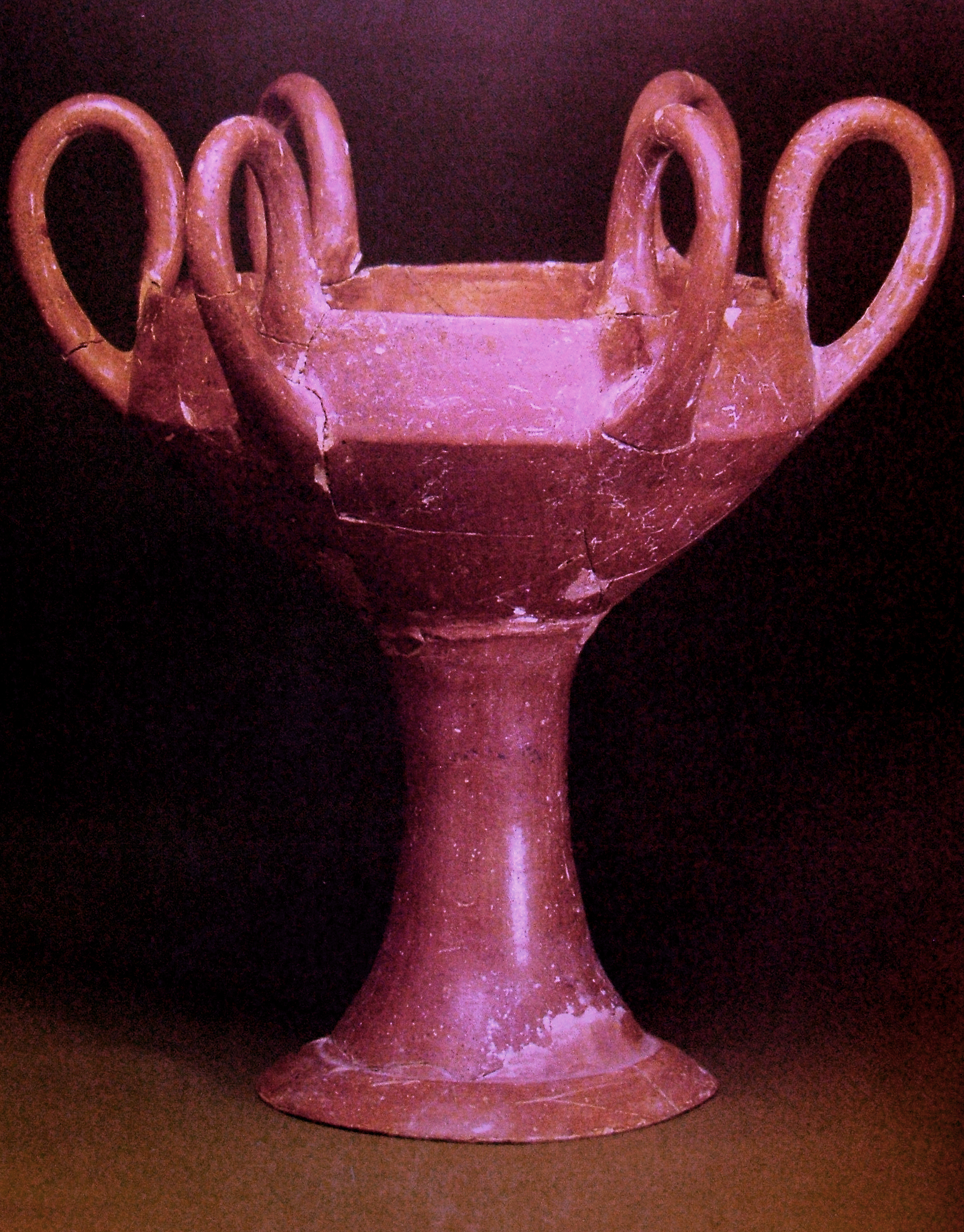
Kerámiaváza (i. e. 18. sz. Kültepe)

Az asszírok az ősnépesség által lakott településekben (városokban), de ott körbezárt, a kereskedők által autonóm módon igazgatott – telepeket létesítettek, amelyeket karumnak neveztek. Anatóliában mintegy húsz ilyen telepet hoztak létre, amelyek egyetlen fő kereskedőtelepnek a felügyelete alá tartoztak. Ez pedig a Kültepe alsó városrészében kialakított kereskedőtelep, Karum Kanis volt. Karum Kanis önmaga pedig direkt kapcsolatban állt Asszíriával.
Azok az asszír kereskedők, akik kereskedési céllal jöttek Anatóliába, Karumban, a helyi őslakossággal együtt éltek, laktak. Az ásatások során házaikból napról napra kibányászott ékírásos tábláik legnagyobb részt az ACM-múzeumba kerültek. A kültepei Karumon kívül más, asszír kereskedők fennhatósága alá tartozó telepek is voltak, amelyek hasonló írásos dokumentumai is feltárásra kerültek. Ezekhez főként agyagtáblákat használtak, amelyre kihegyezett irónnal, ékformájú jelekkel, óasszír nyelvű feljegyzéseket készítettek, amelyeket a hozzávaló tokkal, aláírással és hengerrel készített pecsételéssel láttak el, végül az egészet kiégették. A fellelt szövegek többnyire adás-vételi-, vagy a kereskedőtelep hivatali feljegyzései, azonban esetenként a kereskedők szociális-, vagy privát ügyeiről is hírt, információkat közölnek.
Az asszír kalmár-kolóniák alapításának idejétől kezdve elterjedt a fazekaskorong használata, s az írás alkalmazása is általánossá vált. Ebben a történelmi periódusban a hettiták is a történelem színpadára léptek. Az időszak termékei közül a múzeumba egy bronztőr került, amelyen ékírásos gravírozással tulajdonosának, a kanisi uralkodó, Anittasz neve olvasható; továbbá a Kubaba-nevű hettita termékenység-istennőt ábrázoló elefántcsont szobrocska (idol); erről még egy fayance/ólom/terrakotta anyagú szobrocska is. Az utolsóként ismertetett példákon egy új művészi megformálás – az óhettita stílu – ismerhető fel. A korszak művészete egy, a kora bronzkorból a hettita korszakba átívelő fejlődési vonal, amely mezopotámiai hatással társuló önálló hettita teremtő (alkotó)erőt jellemzi. Különösen jelentős az asszír kolóniák időszakából származó, különféle pecsétlőcsoportok közül a Kültepe/Acemhöyük/Alisar és Bogazköy településeken kialakult és ott fellelt típus.
A pecsétjeleken és pecsétnyomatokon látható figurák, amelyeket együttesen mint „Anatóliai csoport”-ot neveznek, kifejezetten helybéli – anatóliai karaktert vesznek fel.
Egy új művészeti forma megjelenésének tekintjük a múzeumban látható, isteneket és istencsaládokat ábrázoló, ólomból öntött idolokat és figurákat, kultikus jelentőségű ivópoharakat (úgynevezett italáldozati edényeket). Ha az ón idolok ruházatát, fegyverzetét, fejfedőjét stilisztikai szempontból elemezzük, felismerjük, hogy a fejfedők, szarvak, fegyverek, övek és rövidkabátok egyszerűen visszatükrözik mindazt, amit mi hettita művészetként ismertünk meg. Az ivóedények oroszlán-, antilop-, disznó-, sas-, macska-, cipő, vagy csiga-formákat vesznek fel. A múzeumban láthatók a legszebb csőrös-kannák is, amelyek formái már a kora bronzkortól ismertek, csillogó fémes megjelenéssel, teáskannák és többfüles nagy gyümölcsöstálak. Ennek a korszaknak a színes kerámiája krémszínű alapon fe¬kete, barna és vö¬rös színű geometrikus mintákkal készült.
Kültepe (Karun Kanis), Acemhöyük, Alisar és Bogazköy azok az anatóliai városok, ahonnan az asszír kalmár-kolóniák korából származó leletekkel rendelkezik a múzeum. Ezek a városok egymás közt – városi létesítményeik kialakítása, építészetük, és feltárt apró leleteik tekintetében – igen nagy hasonlóságot mutatnak. Különféle értékes anyagokból készített kisebb tárgyak, mint aranyból való ékszerdarabok, bronztárgyak, elefántcsont, hegyikristály és obszidián vázák, különféle szobrocskák kerültek elő ezeknek a kalmár-kolóniáknak a sírjaiból, vagy házaiból. Anatólia területén elefántcsontból készített tárgyak először ebben a korszakban jelentek meg. Legszebb példányaik Acemhöyük és Kültepe ásatásai során láttak napvilágot.

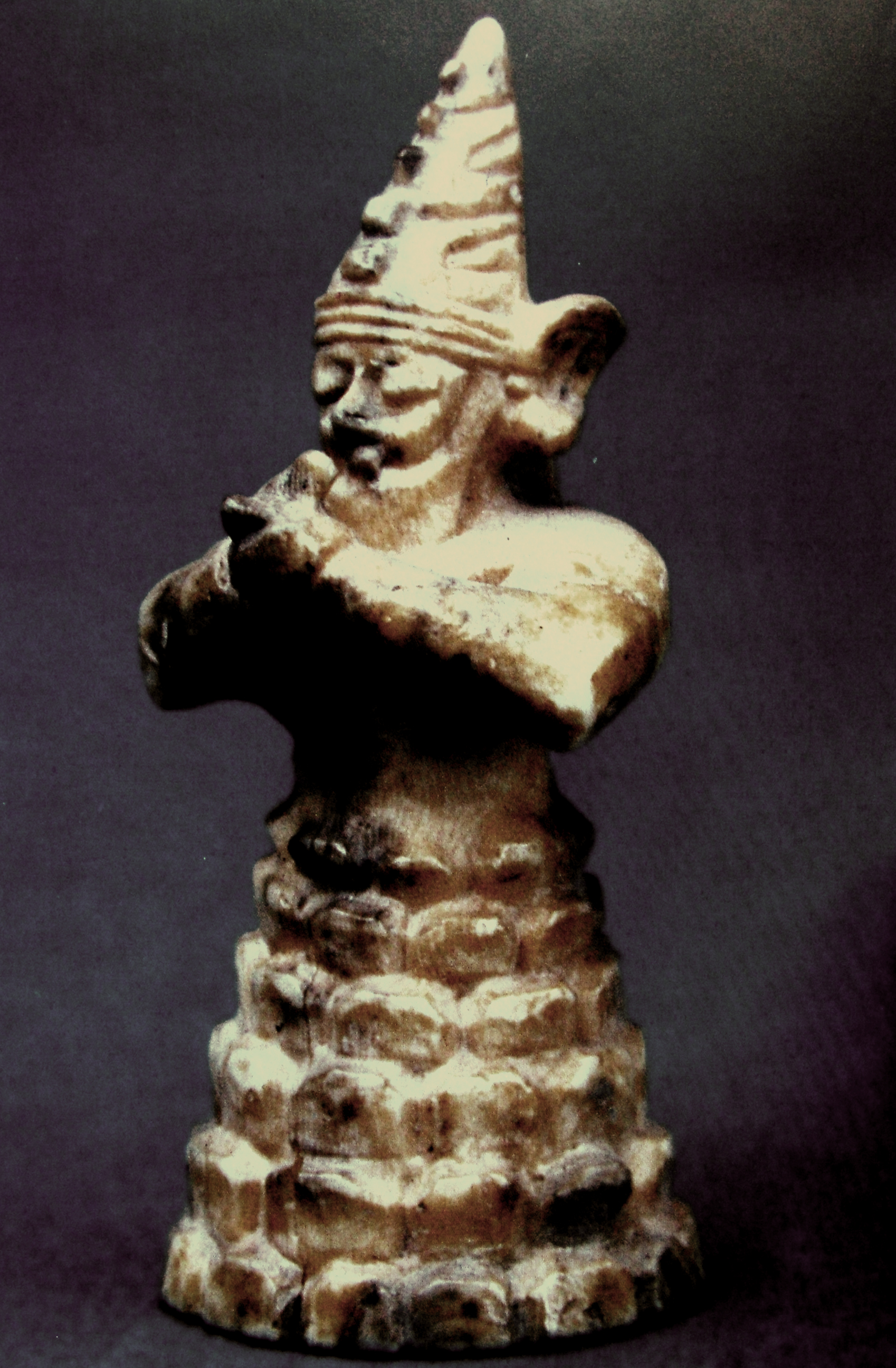
Istenszobrocska

A korszak kiállított tárgyai:

### Óhettita korszak
Így ismerjük az asszír/kalmár-kolóniák korszakának elmúltával kialakult hatalmi formációt. A késő bronzkor táján (kb. i. e. 1550-1200) a Közel-Keleten intenzív hatalmi versengés folyt az itteni birodalmak és befolyási területeik vonatkozásában. Írásos források szólnak arról, hogy az asszír/kalmár-kolóniák időszakából való átmenet idején Anittasz, Pithanasz király fia a kiskirályságokként fennálló hatti/hettita városállamokat egyesítette, s ezzel Anatóliában megalapította az első központilag igazgatott államot.
Nesza (Kanis, vagyis Kültepe), Kusszara és Hattuszasz városok voltak az első terrirotiális fejedelemségek központjai. I. Hattuszilisz elhagyta az addigi fővárost és a birodalom új fővárosául Hattuszaszt (Bogazköy) választotta. Ennek az óhettita időszaknak a története és művészete Alacahöyük, Eskiyapar, Inandik, Masathöyük és mindenekelőtt Bogazköy területén végzett ásatásokból ismert, leletanyagaik félreismerhetetlen helyi, anatóliai hatás hordozói.
A kerámiában tovább fejlődtek az asszír/kalmár időszakban kialakult típusok, formák és technikák. A kultikus ivóedényeket (rhytonokat) Bogazköyben és Inandikban – gyakran mint italáldozati eszközöket (megnövelt mérettel, állatformában) állították elő és használták. A korábbról már ismert relief-díszű vázák hagyománya az óhettita korban is folytatódik, s az Eskiyapar, Inandik és Bitik ásatási területein naponta kerülnek elő szebbnél szebb darabok. A periódus relief-vázák stílusa azonban jelentősen különbözik a korábbi korokéitól. Legjobban az Inandikból előkerült váza horizontálisan húzódó sávjainak rendszertelenségével jelzi ezt az újabb típust. A kerámiaedénytípusokon belül fellelhetők a nagy fürdőedények, földre állított flaskók, korsók fogantyúkkal, kantharos-ok és egy tál-formájú kultusz-edény, közepében istennő- ábrázolással.
A korszak fémművészetét két lelet reprezentálja: az egyik egy Bogazköyben talált arany nyaklánc-töredék (ülő istennő-ábrázolással), a másik egy istent ábrázoló bronz-szobrocska, amely Dövlaakban került elő. Az óhettita ábrázolóművészeben a bronzplasztikák visszahódították az isten-ábrázolásokat (irodalmi forrásból tudjuk, hogy ezeket a kisplasztikákat) egy-egy templomban védőfunkcióval (védőerővel) töltötték (szentelték) fel, s aztán így őrizték meg őket.

### A hettita nagybirodalom
Az óhettita birodalom politikai zavargások miatt meggyengült és csak az ie. 2. évezred második felében erősödött meg újra, s ekkor vált nagybirodalommá. A birodalmat I. Szuppiluliumasz fejlesztette tovább, olyannyira, hogy abban az időben Egyiptommal és Babilonnal együtt az Elő-Ázsia politikáját meghatározó birodalmi hármas tagja lett.
A hettita művészet legnagyobb virágzását ebben a nagybirodalmi időben élte, s nemcsak a hettita birodalom magjában, hanem mindazon Elő-ázsiai városokban is, amelyek hettita fennhatóság, vagy az aktuális politika befolyási övezetéhez tartoztak. A települések legjelentősebb csoportja – amelyekből a hettita nagybirodalmi időszak legjelentősebb művészeti leletei származnak: a hettiták fővárosa Hattuszasz (Bogazköy), Alacahöyük, Eskiyapar, s természetesen a hettita befolyási övezetbe tartozó településcentrumok.
A hettita művészeti témákban – már az asszír/kalmár-kolóniák idejétől az ábrázolásokban, egészen i. e. 1200 -ig végig követhető a szakrális tartalom folytonos jelenléte, valamint a királyi udvarral, annak eseményeivel való összhang biztosításának az igénye, ami maguknak, a mindennapi körülményeknek kultikus jelenetek keretében történő ábrázolását eredményezi. Mert a hettita művészet lényege, célja az, hogy az isteneiket és királyaikat szolgálja.
Bogazköy hettita nagytemploma – alaprajzát és építéstechnikáját tekintve – erős áthangolódást mutat. Egy nagy belső udvar, termek és szobák által körülvéve. Egy kultikus térben – a cellában – van felállítva az istenszobor. A hettita templom, teljes templom-személyzetével egy nagy közösségi komplexum központja. A városfalak a kapuknál isteneket, oroszlánokat, szárnyas mitologikus lényeket ábrázoló monumentális reliefeket hordanak. A Királykapunál a háború istenének nagyreliefje olyan hatást kelt, mintha önálló szobor lenne.
Írásos dokumentumok is jelzik, hogy a hettiták ebben a korszakban nagyméretű szobrokat is készítettek. A monumentális hettita képi művészetben alakult ki az orthosztát. Egy önálló alacahöyüki csoport ábrázolási módja. Ebben a korban egyetlen más centrumban sem készítettek hasonlókat. Azon az orthosztáton, amely a múzeum középső csarnokában került kiállításra, vallási ceremóniát ábrázolnak.
A korszakban a nagyszobrászat és az orthosztát-faldíszítés mellett egy velük azonos stílusú, istenszobrokat és reliefeket készítő tevékenység is fontos helyet foglalt el. Ezeken is megfigyelhetők a hettita isten-ábrázolások jellegzetességei, mint a mandula-formájú szemek, ráncos szemöldök, nagy, kampós orr és a nevetést jelképező ajkak. A hettita képi ábrázolás egyik általános jellegzetessége, amelyet főként a relief-alkotásokon figyelhetünk meg az, hogy a fejet és a lábat oldalnézetben, míg a testet viszont elölnézetből ábrázolják.
A pecsétlőhengerek készítésének óhettita hagyománya ebben a történelmi periódusban is megmaradt, továbbfejlődött, emellett azonban már a pecsétgyűrűt és a pecsétlő érmét is használni kezdték. A pecsétlő eszközök formai kialakításában jelentős fejlődés következett be azzal, hogy egyes bélyegzőkön megjelentek az ékírásos-, illetve a hieroglifikus jelek, amelyek az ékírás megfejtéséhez a későbbiekben igen nagy segítséget jelentettek.
A hettita nagybirodalmi korszakban idővel a formavilágban visszafejlődés jelentkezett, és romlás a technikában, s ez a kerámiákon jól megfigyelhető. A kultikus céllal készülő kerámia-áruk előállítását korábban jellemző kivételes gondosság megszűnt.
Egyes, Bogazköyben talált agyagtáblák az egyiptomiak és hettiták közt zajló háborút lezáró „kádesi szerződést” tartalmazzák. A szerződés egyes részei ékírásos cserép-másolaton tanulmányozható. (Az eredetije ezüstlemezre készült, gravírozással). Egy másik fontos dokumentum, amelyet szintén a múzeum őriz, egy 23,5×34,5 cm-es, (1986-ban Bogazköyben talált) ékirásos bronztábla, melynek szövege birodalomhatár-átlépési szabályzatot tartalmaz. Mindmáig ez az egyetlen Anatóliában talált ékírásos bronztábla.
A nagybirodalom hatalma – és a korszak művészete – i. e. 1400-tól 1200-ig tartott, ekkor azonban a hettiták elveszítették politikai hatalmukat. De a töretlen művészeti folyamatosság következtében a tényleges hettita stílusú alkotások még ez idő után is születtek.
A korszak kiállított tárgyai:

### Későhettita korszak
I. e. 1200 körül a nyugatról jövő, úgynevezett tengeri népek támadásainak bekövetkezte a hettita nagybirodalom hatalmának lealkonyulását eredményezte. Az összes hettita várost, elsősorban Hattuszaszt, a fővárost, feldúlták és teljesen felégették. A hettiták ezeknek a támadásoknak a hatására elhagyták korábbi területeiket és a hegyvidékre, a déli és délkeleti Taurus hegységbe húzódtak, ahol a történelem legutolsó hettita kisfejedelemségeit hozták létre. Központi irányításra képes birodalom létrehozására már soha sem került sor, azonban ezekben a kisállamokban a hettita kultúra, tradíciók mindaddig fennmaradtak, amíg az asszírok támadásai miatt i. e. 738-ban és 717-ben megsemmisítő vereséget szenvedtek, és végérvényesen eltűntek történelem színpadjáról.
Ennek a korszaknak a legjelentősebb települései – Kargamis, Karatepe (ma Zincirli Höyük), Malatya-Aslantepe, Sakcagözü és Tell Tayinat – a területeiken folyó ásatásokból napjainkban kerülnek ismét napvilágra. De ebből a korszakból, ezeken a helyeken kívül leletek kerülnek elő különböző más területekről is. Ezek a kisállamok az i. e. 1. évezred első felétől Közép-Anatólia nyugati és északi területein a frígek-, Kelet-Anatóliában az urartuiak, Észak-Mezopotámiában pedig az asszírok fennhatósága, illetve befolyása alatt álltak.
A későhettita periódus városa védőfalakkal körülzárt volt. A városokon belül monumentális adminisztratív és kultikus építmények találhatók, és hozzájuk védelmi berendezések tartoztak. Egy dombon, vagy csúcson elhelyezkedő vár, az ún. citadella. A városokat teljesen, palotákkal, utcákkal, monumentális lépcsőkkel és (városi) terekkel együtt tervezték meg. A palotákat, legnagyobb részt, egyetlen ütemben valósították meg, s többnyire egy-egy központi tér köré koszorúként elhelyezett helyiségekkel, építményekkel körítették. E négyszög alakú helyiségek közt egy oszlopos előcsarnok, a Hilani-épülettípus az, amelyik ennek a korszaknak az építészetére jellemző.
A későhettita kor művészetének egyik fontos ismérve az, hogy a szobrászatot az építészet szolgálatába állította. A városfalak kapuit és a paloták homlokzatait reliefeket hordozó kőtömbökkel, orthosztátokkal díszítették.
A kelet-taurusi térségen haladó kalmárutak egyrészt a Földközi-tenger keleti partjaihoz, másfelől Közép-Anatólián keresztül az égei partok felé haladtak. Ennek a régiónak a művészete a hettita és hurrita elemek mellett már az i. e. második ezred második fele óta óasszír stíluselemeket is hordoz magán, s az első évezred kezdetétől – hasonló befolyás révén, a térség művészetén felfedezhetők az arameus irányultság nyomai is.
A későhettita korszak művészetét a múzeumban a kőszobrászat elemei képviselik. A Malatya melletti Aslantepe falainak mindkét kapu-oroszlánja és egyik kapujának reliefjei olyan csoportot képeznek, amelyben a hagyományos hettita stíluselemek igen hatásosan fejeződnek ki. A reliefek Malatya kisvárosának királyát, Sulamelit ábrázolják, amint a király ital-áldozatot mutat be istenének és az istennőnek. Egy királynak az aslantepei palotabejárat előtt álló kolosszális szobra olyan asszír hatást mutat, amilyent először relieflapokon fedezhettünk fel.
Kargamis volt a későhettita periódus legfontosabb városállama fejedelemsége). Jelentőségét annak köszönhette, hogy azon az útnak a kereszteződésében feküdt, amelyek Egyiptomot Kis-Ázsiával kötötte össze. A múzeum számtalan Kargamisban talált leletet tud bemutatni (Király-torony falának relieflapjai, a Hősök Fala, a Vízikapu). Kultikus jelenet Kubaba istennő nászából, Kargamis uralkodója, I. Kamanisz győzelmi jelenetei az asszírok felett, istenek és istennők, különböző vegyes jelenetekben. Ezeken a reliefeken hettita és az asszír stíluselemek egyaránt láthatók.
Sakcagözü palotájának bejárati reliefjein asszír és arameus művészeti hatások uralkodnak. A Holdisten ábrázolásai csúcsos sapkájával a holdsarló felső végén ülve látható, s a repülő holdisten rajza Malatyából, Sakcagözüből és Kargamisból.
A későhettita városállamok további egységes jellegzetessége a luvi hieroglifák használata. Ebben a korszakban a hettita ékírást a relief-ábrázolásokon a hieroglifikus váltotta fel (Kargamis, Sultanhani – Kayseri, Köylütolu sztéléin). Kis-Ázsia későhettita időszakbeli művészetének alapvető jelentőségét az adja, hogy benne a hettita művészet jellemzői az i. e. 7. századig tovább éltek – és egyedien, vagy a korszak változó stílushatásaival társulva – virágzottak.
A korszak kiállított tárgyai:

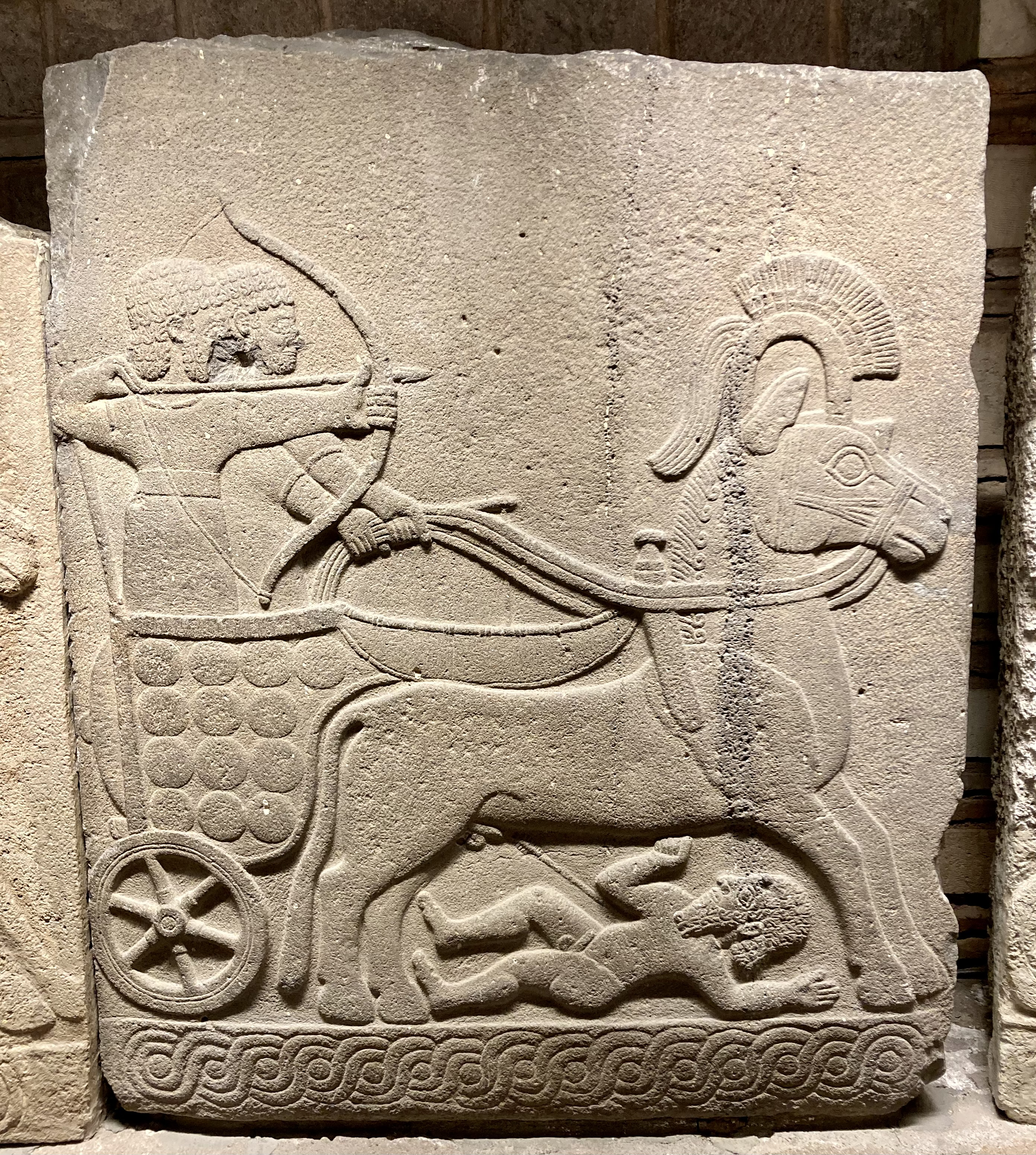
Kargamisi harci kocsi
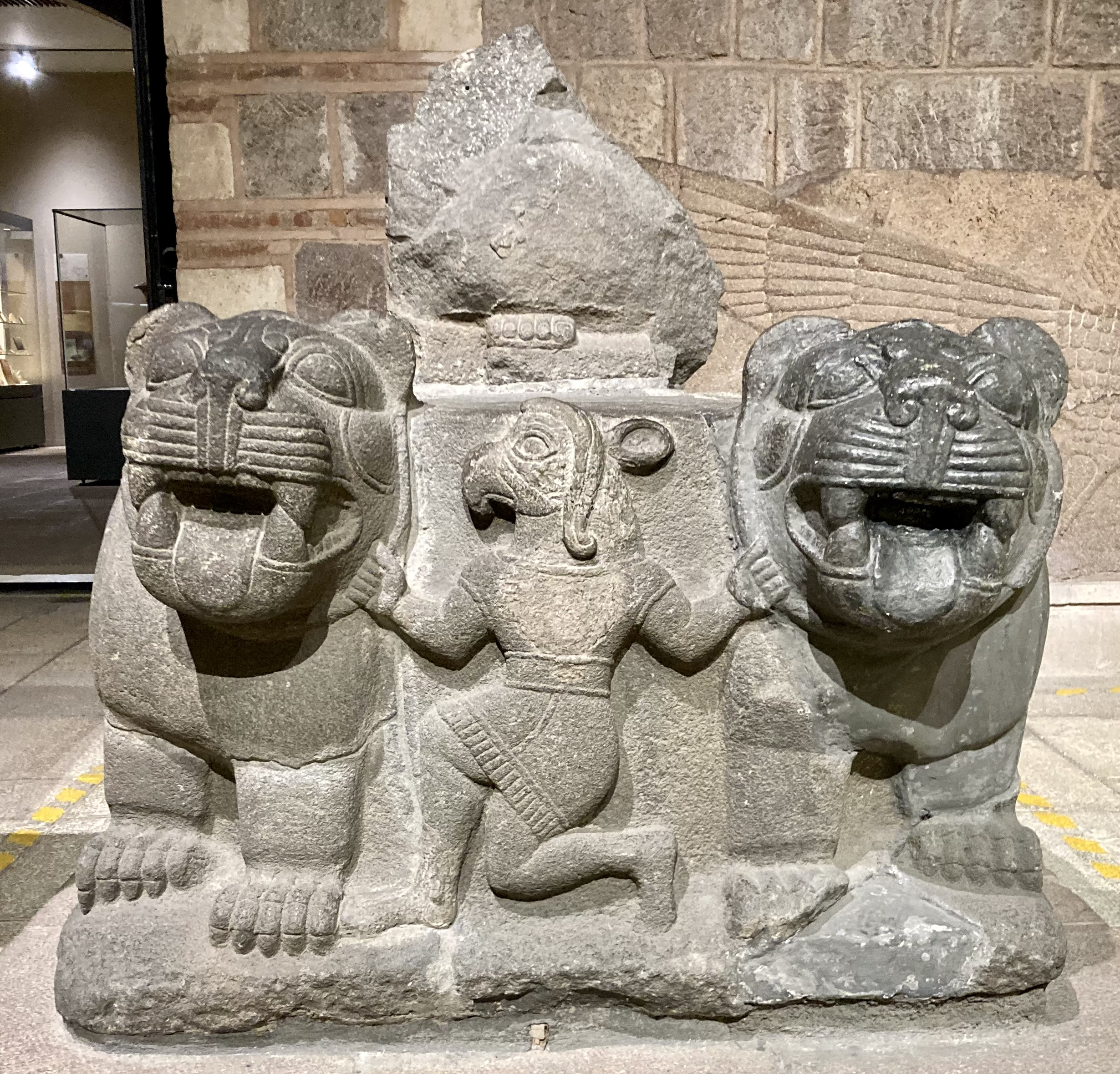
Oroszlánok Kargamisból
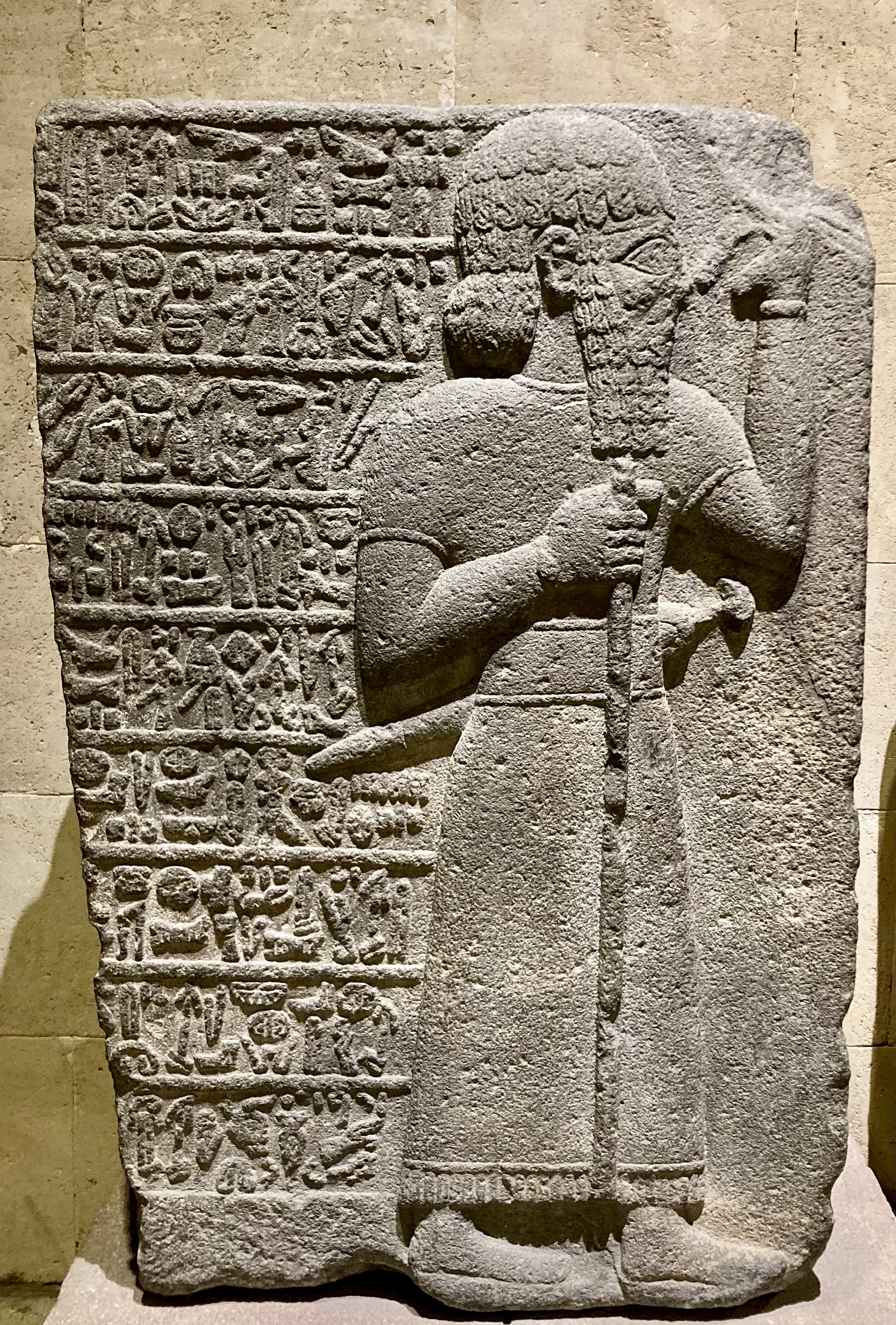
Katuvas és hieroglifák
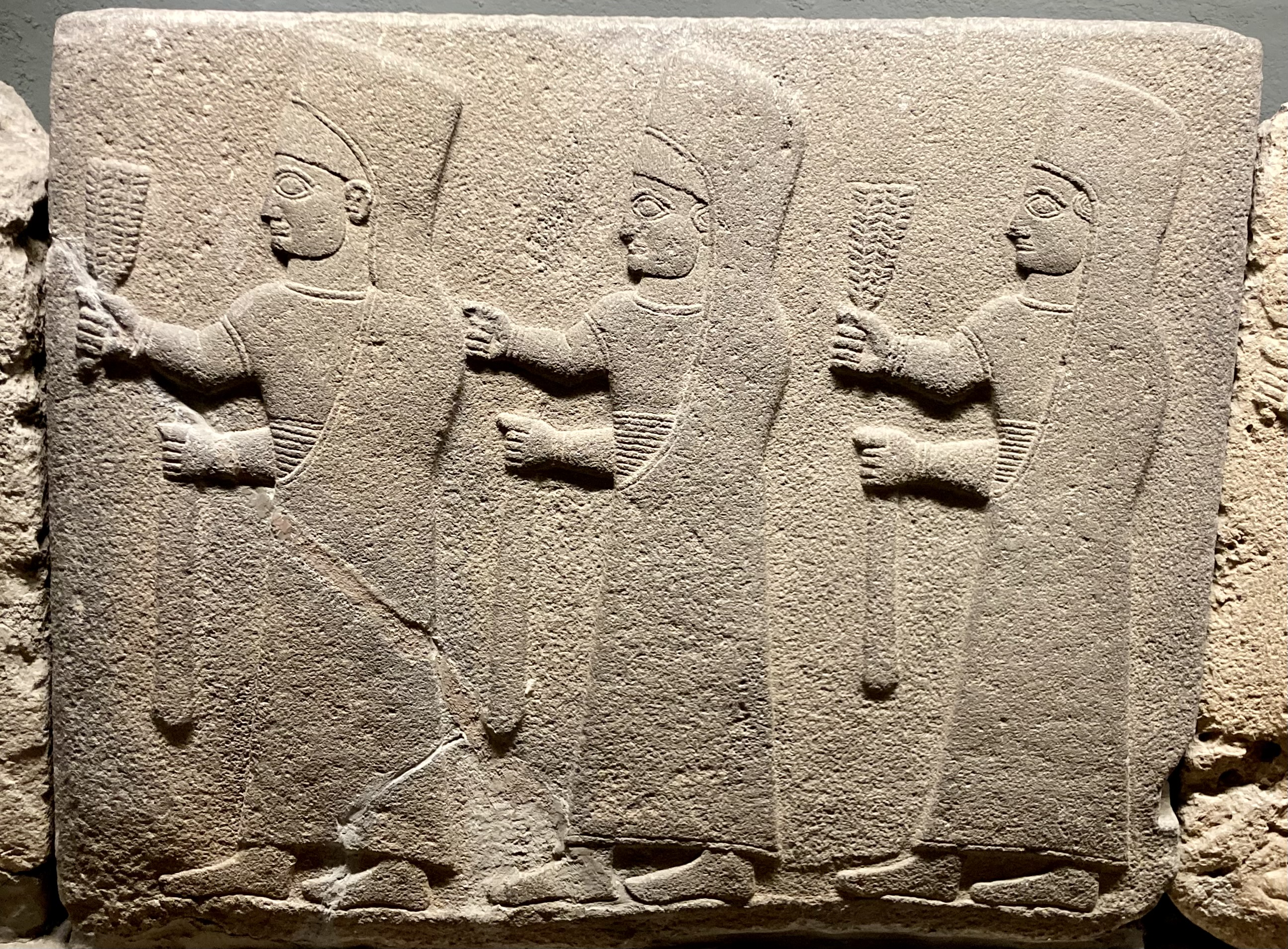
Kubaba papnői
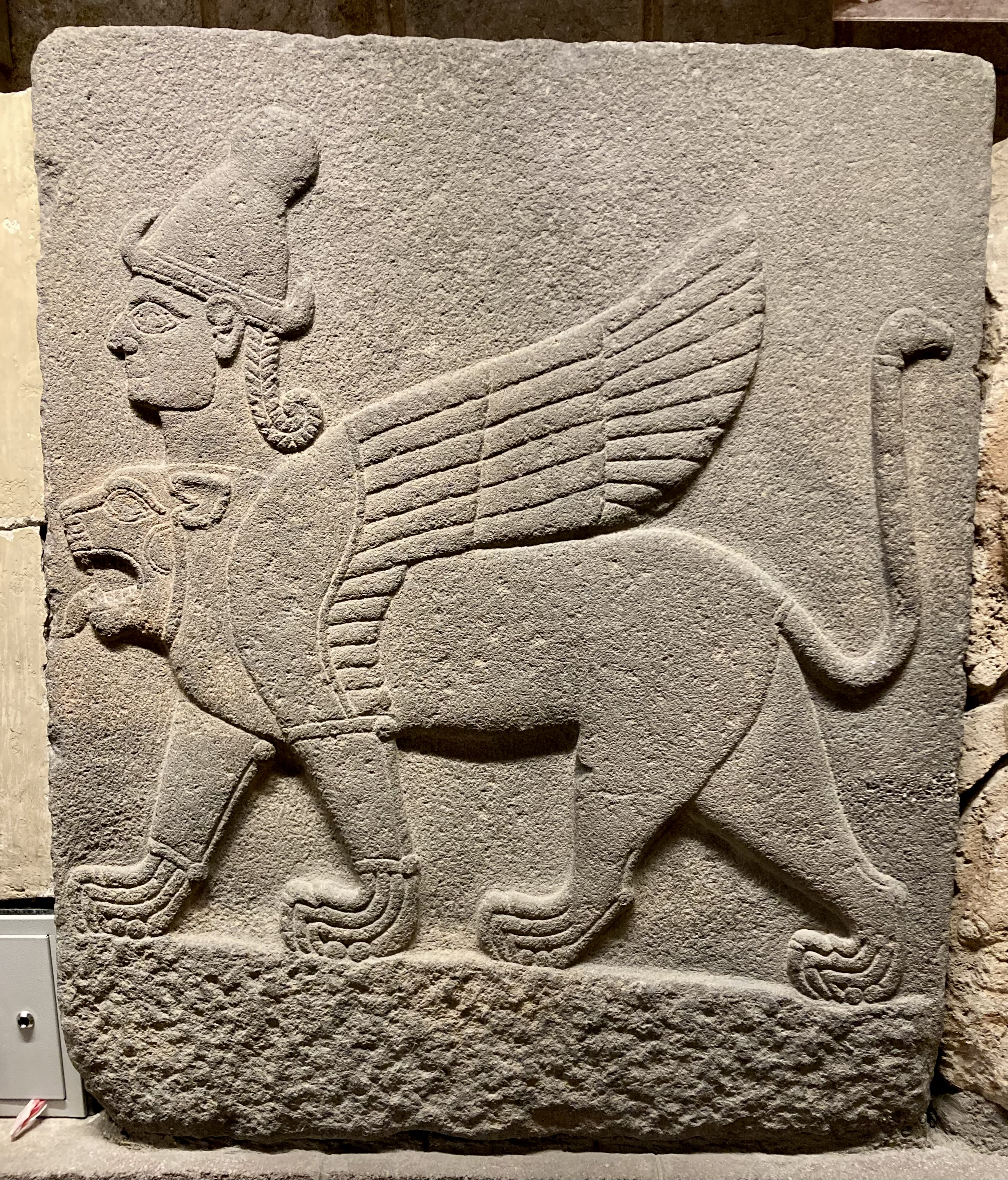
Emberfejű szfinkx

### A frígek (i. e. 1200–700)
Az i. e. 12. század kezdetén, az égeikumban lezajló nagy népvándorlás során Európa délkeleti térségéből a Kis-Ázsiába érkező frígek megtámadták és felégették Anatólia valamennyi városát, s megsemmisítették a hettita nagybirodalmat, Anatóliát fennhatóságuk alá vonták. A frígek központi szállásterülete a Sakarya folyó körzetében volt, itt voltak városaik, elsősorban fővárosuk Gordion, valamint Afyon, Kütahya és Eskisehir. Indo-európai nyelvet beszéltek. Görög források (Hérodotosz szerint Makedóniából származnak, de az asszír annálék szerint nem, Muski királya, Mita (Mi-ta-a). Abban általános a vélemény, hogy Mita Mídásszal, míg a Muschi nép a frígekkel azonos. A birodalom az i. e. 8. század második felében állt hatalmának csúcspontján, de már az i. e. 7. század kezdetén a kimerek ezt megszüntették. Később, líd főhatóság alatt feléledt ugyan, de úgy i. e. 550 körül, a perzsa invázió következtében már teljes feledésbe merült.
Politikai történetét és kultúráját két fázisra kell osztják. Az első fázis i. e. 7. század előtti időt öleli fel, a második időszak a kimmerek 695-i támadásától az i. e. 4. század utolsó negyedéig tartott. A fríg kultúra első, korai fázisáról igen keveset tudunk, tulajdonképpen csak i. e. 750-től vannak használható adatok.
Gordion-t a frígek fővárosát erős falak vették körül. Monumentális épületei derékszögű alaprajzi rendszerűek, kőből, agyagtéglából és fából készültek, megaron-típusúak, amelyek pompás példaként mutatják be a Kis-Ázsia nyugati részén már az i. e. 3. évezred óta hagyományos épülettípust. A homlokzatok díszítéséhez átvették a Nyugat-anatóliai színezett terrakotta-táblás módot. Egyes helyeken a padlókon geometrikus mintázatú kavicsmozaik burkolást is készítettek. (a múzeumi példák Gordionból és Pazarli-ból valók). Gordionon kívül még Kizilirmaktól délre fekvő városokból (Alacahöyük, Bogazköy, Pazarli, Kültepe, Eskiyapar és Masathöyük) származó leletek vannak.
A királyi családot és a környezetükhöz tartozó előkelőségeket, haláluk után, magasra emelt dombsírokban (tumulusokban) helyezték örök nyugalomra. A tumulusokban általában fenyő-, vagy cédrusfából készített halottas-kamrák vannak. A faszerkezetek meglehetősen fejlett technikát képviselnek. Miután a halottat és sírmellékleteit a kamrában elhelyezték, elkészítik a kamra lefedését, végül egy nagy kőtömbbel lezárják. Ennek a földdel, vagy agyaggal való befedésével jön létre a tumulus. A mintegy száz fríg tumulusból napjainkig mintegy huszonötöt régészetileg megkutattak (Gordionon kívül pl. Afyon, Eskisehir, Ankara) .
A korai periódusban a tumulusokban a halottakat hamvasztás nélkül temették el, a későbbi időben azonban a holttestet először elhamvasztották és a sírkamrában urnába helyezett hamvakat helyezték el. A legnagyobb tumulus Gordionban található, mintegy 50 m magas és az átmérője 300 m. Minden valószínűség szerint Mídász király sírja lehet.
A tumulus feltárása során geometrikus motívumokkal díszített bútordarabok összehasonlíthatatlan szépsége, lovak és állatcsoportok (küzdelem oroszlán és bika közt) kis faszobrai, farelief mitológiai jelenettel, ugyanúgy, mint azok elefántcsont-figurák, amelyek napfényre kerültek.
A leletekkel egyazon korszakban Kelet-Anatóliában a fémművességben magas minőségi szintet elérő urartuiak uralkodtak, akiktől importáltak nagy bronzüstöket, s ezek mintája alapján hazai terméket is készítettek. A fémművességben megnyilvánuló magas szintű művészi kifejezésmód mellett látni kell a frígek technikai csúcsteljesítményét a kitűnő famegmunkálás, az állatábrázolás, és a pompás metszet- és berakás számos geometrikus dekorációs motívumkészítésében.
A fazekaskorong által formált fríg kerámia két csoportra oszlik: a monokróm- és a színes kerámiára. Szélesen elterjedtek azok a monokróm korsók, amelyek fém előképek alapján fekete, vagy szürke bevonattal készültek. A színes-kerámiában a sokféle motívumot alkalmazó, vöröses-barnás festésű, világos áthúzású termékek készültek.
Nagyon kedvelt volt a geometrikus ornamentika, mindenekfelett a négyszög-, háromszög-, koncentrikuskör-, cikcakk-, hullámzó- és sakktáblaszerű minták. A kerámia teljes felületét hézagmentesen befedő geometrikus díszítőmotívumokat alkalmazók mellett volt egy, a horizontális képfelületet állatfigurákkal kitöltő típus is.
A kultikus célt szolgáló ivókorsók, (rhytonok) formálásában a későhettita korban kialakult, kisállatfigurákat formázó típusok élnek tovább, a fríg mesterek művészi sajátosságai szerint.
Kultikus témájú művészetükben, a kultikus emlékműveknél felfedezhetjük azokat a stilisztikai sajátosságokat, amit már az i. e. 2. évezred hettita pantheonjában is megtaláltunk. (Kübele-reliefnél és szobornál, a Kübele kisplasztikánál is, ugyanúgy, mint a Nagy Istennő, a fríg női főistenség, „Kubaba” nászát ábrázolónál). A termékenységet és szaporaságot szimbolizáló anyaistennőnél – akit mindkét oldalán oroszlánok társaságában ábrázoltak – a frígek a nyugati világból, Szardeiszből kölcsönözték, ahol ez a kultusz még a hellenisztikus- és római időkben is nagy elterjedtségre tett szert. A múzeum Kybele szobrai és reliefjei Bogazköyből Ankarából és Gordionból valók. A múzeumban egy másik alkotócsoport is jelen van, az Ankara környékén előkerült andezit-relieffel, orthostat-ként oroszlán, lovak, bika, griff- és szfinx-ábrázolások (késő-hettita és asszír hatást mutatnak). Ezek a leletek is élő példaként mutatják azt, hogy a fríg művészeti gyakorlat egyrészt nyugat-anatóliai-, másrészt későasszír és későhettita hatások alatt állt.
A korszak kiállított tárgyai:

### Az urartuiak (i. e. 1200–700.)
Az i. e. első évezred kezdetén az urartuiak a Van-tó környékén hatalmas birodalmat alapítottak, amelynek határai – virágkora idején – az Urmia-tóig (Nyugat-Perzsia), az Eufráteszig, a dél-kaukázusi Gökcegöl-ig, az Aras-völgy és a Fekete-tenger keleti partján Moszulig, Aleppóig és a Földközi-tengerig terjedt. Az urartuiak által birtokolt terület egy magas és sziklák hegyek által határolt, fennsíkokkal és szűk szakadékokkal feldarabolt alföld. Az urartuiak – ehhez a nehéz kelet-anatóliai természeti környezethez – jól alkalmazkodó állattartó-és földművelő életmódot alakítottak ki. A Kis-Ázsia keleti térségeiben más, távolabbi alföldi részeken is gyakori az állattartó-és szántóföldi vegyes gazdálkodás, s emellett számos érclelőhely is található itt. Ennek a területnek az őslakosai azok a mezopotámiai törzsek voltak, akik korán felismerték a terület kedvező voltát. Mindig visszatérő asszír támadások zaklatták őket. Az ezekkel a támadásokkal szembeni eredményes védekezés érdekében végül is egyesültek az urartuiak, s alakították meg birodalmukat, az i. e. első évezred kezdetén, s létesítették fővárosukat, Tuspát (a mai Van) is.
Az Urartu név először az i. e. 13. században uralkodó I. Sulmánu-asarídu (héber Szalmonasszár) asszír király ékírásos annáléjában fordul elő. Az urartuiak, a semitáktól eltérően, még indoeurópaiak és egy hurrita dialektust beszéltek. (A hurriták már ötszáz évvel az urartui birodalom létrejötte előtt ezen a területen éltek, Kelet és Dél-Anatóliában, egészen Antiochiáig terjeszkedve, s a hettitákkal egyidőben nagy civilizációt képeztek). Ahogy az urartuiak a hurri nép utódai lettek, s az asszír befolyásnak sem tudva ellenállni, felvették kezdetben nyelvüket, majd azok ékírásos rendszerét. Az urartuiak nyelvének megfejtésében nagy segítséget nyújtott az asszírok ékírása, mivel több asszír-urartui bilingvis (kétnyelvű felirat) áll rendelkezésre.
A birodalmat az i. e. 600 körüli időben az északról előnyomuló médek és szkíták semmisítették meg.Történetükről hivatalos és kereskedelmi írás viszonylag kevés áll rendelkezésre, mivel agyagtáblát használtak az íráshoz. (Az asszírokkal ellentétben, az urartuiak egy szárazabb, élettelenebb kifejezésmódot használtak.) A kevés rendelkezésre álló urartui ékírásos tábla szerződéseket és leveleket tartalmaz. Fontosabb felirataik sztéléken, kőtömbökön és épületeken, illetve sziklákon kerültek feltárásra. Emellett található egy a hettiták hieroglifjához hasonlító képírásforma is, ami az urartui ékírásos szövegek királyok csatáiról, győzelmeikről, csataleírásaikról szólnak, vagy rabszolgákról, akik vízművek (csatornák) építésénél, vár- és templomépítésnél foglalatoskodnak. Ugyancsak asszír forrásokból tudjuk, hogy milyen sikeresek voltak nagy volumenű öntözőcsatornák létesítésében, valamint területek lecsapolásában, kiszárításában. Az asszír királyok annalesei beszámolnak Urartu országának termékenységéről, templomaikról és raktáraikról.
Urartu teokratikus feudális állam volt. A fejedelmek a birodalom peremvidékein voltak, mint a hettitáknál a hűbérurak. Ők a király szolgálóinak számítottak, ugyanakkor azonban saját térségükben függetlenül uralkodtak. Háborús időben a király parancsára a hűbérúr alattvalóit a megerősített várban gyűjti össze. Amint az urartuiak megépített váraiból és templomaiból is kitűnik, a birodalom i. e. 9. és 8. században élte fénykorát. A megközelíthetetlen, sziklás területek megművelésében és természetesen az építészetben nagy mesterek voltak. Épületeik összhangban voltak természeti adottságaikkal. Monumentális építményeikhez, amelyeket a magas sziklákon létesítettek, előre kifaragott kőtömböket szállítottak fel a magas hegycsúcsokra.
Az urartui architektúrában – amely az asszírtól eltérő, más fejlődési irányt képviselt – egy új építményforma alkalmazása válik uralkodóvá, mégpedig a könnyű és hosszú faoszlopok alkalmazása, amelyek általában kőlábazatokon állnak. Templomok, paloták, hivatali épületek és számtalan más téralakítás talál helyet a soktornyos várfalakkal körülhatárolt urartui várakban. Ezek a monumentál-architektúrában megvalósult építmények kiemelkedő mintapéldái az elhelyezés, tervezés és építéstechnikai szempontjainak. Az Altintepe, Cavustepe, Adilcevaz, Kayaridele és más települések ásatásai során feltárt építmények a bizonyítékai az urartui király-feliratokban mindig vissza-visszatérően megemlített építészeti alkotásoknak. Különlegességet képvisel a templomok és paloták építésekor alkalmazott oszlopcsarnok, amelyet újításként az urartuiak adtak az építészetnek (s ebből lesz az apadana, később a bazilika). E típus legjobb példája az altintepei templom.
További urartui különlegességnek számítanak a freskók, amelyekkel kultikus építményeik falait díszítették. Habár ezek a falfestmények szigorúan asszír festészeti befolyás hatását tükrözik, észrevehető a lassan bekövetkező motívumcsere és stílusbeli változás is. Ezeknél a színes, élethűen komponált falfestményeknél szemmel látható a geometrikus motívumok változása, a helyettük alkalmazott növényi elemek és állatjelenetek megjelenése. Az i. e. 8. század vége és a 7. század második fele közti időre datálható képek magas művészi színvonalon nyújtanak információt arról a harcról, amely a kifejlődő urartui civilizáció és Kelet-Anatólia könyörtelen természeti környezete között dúlt. A legkedvesebbek azok a kompozíciók, amelyek geometrikus és növényi motívumokkal körüldíszítik a démonokat, mindkét oldalról a szent fát, repülő szfinxeket, isteneket, szent állatokat; harcolnak állatokkal, vagy állatszerű lényekkel.
Jelentős a száma azoknak a képeknek, amelyekben a vallási vonatkozások csak jelképszerűen vannak ábrázolva. A freskókon ezek nagyon élethűen, hozzájuk illő világító színekkel látszanak. A vörös, kék, beige, fekete, fehér – és esetenként zöld – színek a meghatározók.
A kiásott pajzsokon és sisakokon, amelyeken a tulajdonosuk, a király, vagy más méltóság neve szerepel, mellette még számtalan ember-, vagy állatábrázolás is van gravírozva van. Altintepén egy bronzüst került elő, amelyen az üstfogók bikafejeket ábrázolnak. Ma úgy hisszük, hogy az i. e. 7. sz. elejéről való. A bronzüst, figurális díszítéssel, összetéveszthetetlen jellegzetessége az urartui metallurgiának, amely majd később, a frígeknél, a görög szárazföldön és Itáliában fog folytatódni.
Az urartui művészetben megjelenő bronzlemez-megmunkálás különös jelentőséggel bír. Ebbe a csoportba szalagok, címkék, páncélok, sisakok, hála-táblák, lódíszek, stb. tartoznak. Egy további jellegzetesség az ábrázolt motívumok folytonosan azonos másolása. Az urartui művészeten belül a bélyegzők egy fontos csoportot képeznek. A henger- és stempli-pecsétnyomók mellett megjelenik a cilinder-formájú pecsétnyomó. Ez az urartui művészetre jellemző. A pecsétek állatmotívumokat és növényi motívumokat vegyesen ábrázolnak.
Az urartui művészetben nagyon sikeresen fejlődött az elefántcsont-megmunkálás tradíciója. A főként a bútorokat díszítő elefántcsont-darabkák az urartui mesterek hihetetlen szakszerűségéről tanúskodnak. Madárfejszerű, repülő griffeket, emberarcokat, szarvasreliefet, palmettákat, formai applikációkat, két összefonódó kéz-ábrázolást, oroszlánszobrocskákat ábrázoló példák szerepelnek a korszak ezen művészetében. A háromlábú, fekvő oroszlán, az Elő-Ázsiában előállított legszebb elefántcsont oroszlán-ábrázolás.
Az asszír király megállapítása szerint az urartuiak a legnagyobb hatást a hűbérúri temetkezéseikkel váltották ki. Ez vagy egy pompás emlékműszerű szikla-sírkamra egy sziklaormon, vagy a föld alatt készült, fából, vagy kőből. A kivájt sziklasírok, vagy a földbe süllyesztett urna körül és fölött, a földfelszín közelében sok elhantolt szegények, vagy rabszolgák lehettek. Ahogyan egyes sírkamrák jelzik, az eltemetett személyt – herceget, vagy közembert – néha elhamvasztották, néha nem. Amint az urartui sírleletek jelzik, a sírmellékleteknek itt is nagy jelentőséget tulajdonítottak.
Adilcevaz területein jelenleg is folynak ásatások.
A korszak kiállított tárgyai:

### A lydek
A lyd kultúra gyökerei még a hettita időkben kereshetők, ugyanis a lydek a hettitákkal időnként baráti, időnként ellenséges szomszédsági/szövetségi kapcsolatban álltak. A lyd társadalom fejlődésének zenitje a vaskorban, s különösen a Mermnaden-dinasztiából származó Gyges és Krőzus (más szóval Kroiszosz, i. e. 685-547) királyok idejére datálható. A lydek – azután, hogy a frígiai Midas király a kimmerek ellen folytatott háborúban i. e. 695-ben elhunyt – a régió legerősebb birodalmát hozták létre. A lydek nyelvüket és kultúrájukat annak ellenére is megóvták hogy keleten a frígekkel, médekkel, és perzsákkal, nyugaton pedig a görögökkel is élő kapcsolatokat ápoltak, az asszírokkal és az egyiptomiakkal pedig diplomáciai kapcsolatban álltak.
Lüdia gazdagsága részben az országban található gazdag aranylelőhelyeknek volt köszönhető, amelyek Attüatész fia, Kroisos (Krőzus) gazdagságáról terjedő történeteknek is alapot adtak. A lyeknek tulajdonítja a világ a ’’pénzverés’’ bevezetését. A Közel Keleten kialakult árucserében értékmérőnek már régóta a nemes- és alapfémeket (az ezüstöt és a rezet) tekintették. Néha szabott súlyú fémöntvényeket vagy gyűrűket készítettek, (pl. a médiai Tepe-Nús-e Dzsán i. e. 7. századi kincsleletének számos ezüstrúd-öntvénye, vagy a levantei Bárrákib szamal király nevével feliratozott, csaknem pontosan 1 manát (mina súlyegység = 479 gramm) nyomott ezüstkorong). A legkorábbi érméket, amelyeket minőségük és súlyuk garanciájaként bepecsételt jellel láttak el, az ephesosi Artemis-templom alapjaiban találták. Ezek az érmék a Szardeiszon keresztülfolyó Paktólosz folyó hordalékában előforduló elektronból, (az arany és ezüst természetes ötvözetéből) készültek. Egy részük felszíne rovátkolt, másokon viszont emblémák, például oroszlánfejek láthatók. Az egyiken lyd felirat olvasható. (napjainkban az érmék koráról vita folyik, hogy vajon mely érmetípust vezettek be az i. e. 7. sz. közepén, és mely típust Alüattész vagy Kroiszosz uralkodása alatt, az i. e. 6. században).
A lyd fém-megmunkálási technikák messze átlag feletti fejlődést értek el. A legjelentősebb időszak az i. e. 6. század második felére tehető. A múzeumban ’’Lyd kincsek’’ címszó alatt kiállított művek a legkülönfélébb korsók, kancsók, ékszerdarabok, kis figurák, ezüst és arany pecsétlők, továbbá fali freskók, márványszfinxek. (A régészeti feltárásokból származó művek legnagyobb része nem is itt, hanem az usaki múzeumban nyert elhelyezést). A kiállított fémtárgyak a fémmegmunkálás legkülönbözőbb technikáival készültek.. A fémmegmunkálásnak ezek a technikai (fejlődési) változatai jelentős előremutató színvonalat, stádiumot képviselnek. A művek legjelentősebb része az i. e. 6. század második feléből származik.
Az anatóliai tradíciók előképéről induló lyd művészet fejlődése során – az őáltaluk készített értékes ékszerekkel és fémműves termékeikkel a perzsiai Pasargadeig és Susáig, építészetük pedig a templomokkal és palotákkal megalapozó előképet nyújtanak a görögökig. Amint a leletek jelzik, a lyd elefántcsont- és emléktárgy művészet még egy további példa erre. A hatvanas években a nyugat-anatóliai régióbeli ásatások külföldre csempészett kulturális értékei később „karuni-”, illetve „lyd-emlékek” ként váltak ismertté.
A lyd szobrászat és freskófestészet példái láthatók a manisai Kyrkagac-nál levő, Harra-tumulus- ból, a halottas ágy formájából és a halottas-kamra szfinxein, va¬la¬mint az usaki Aktepe-tumulus freskóin.
Kroiszosz uralkodása alatt Lüdia az Égei partvidék görög városaira is kiterjesztette hatalmát. Amikor Kroiszosz meghallotta, hogy a médek vereséget szenvedtek a perzsáktól, elérkezettnek látta az időt, hogy királysága határait keleti irányba, korábban a médek által ellenőrzött területekre is kiterjessze. A legenda szerint, mielőtt a hadjárathoz hozzáfogott volna, kikérte a delphoi jósda véleményét, ahonnan azt a jóslatot kapta, ha támadást indít, az egy nagy birodalom bukását fogja okozni. Abban a hitben élve, hogy ez a nagy birodalom nem a sajátja, hanem a Perzsa Birodalom lesz, átlépte a Halüsz-folyót, hogy harcba szálljon a perzsákkal. A Kürosz vezette perzsa csapatokkal Pteriánál (Hattusas) ütközött meg, a csata azonban döntetlenül ért véget. Kroisos azt tervezte, hogy a tél elmúltával szövetségeseivel ismét felújítja a harcot, visszatért Szardeiszba. Kürosz azonban üldözőbe vette és rövid ostrom után (valószínűleg 547 őszén) bevette a fővárost.
A korszakra vonatkozó kiállítási tárgyak:

## Lásd még

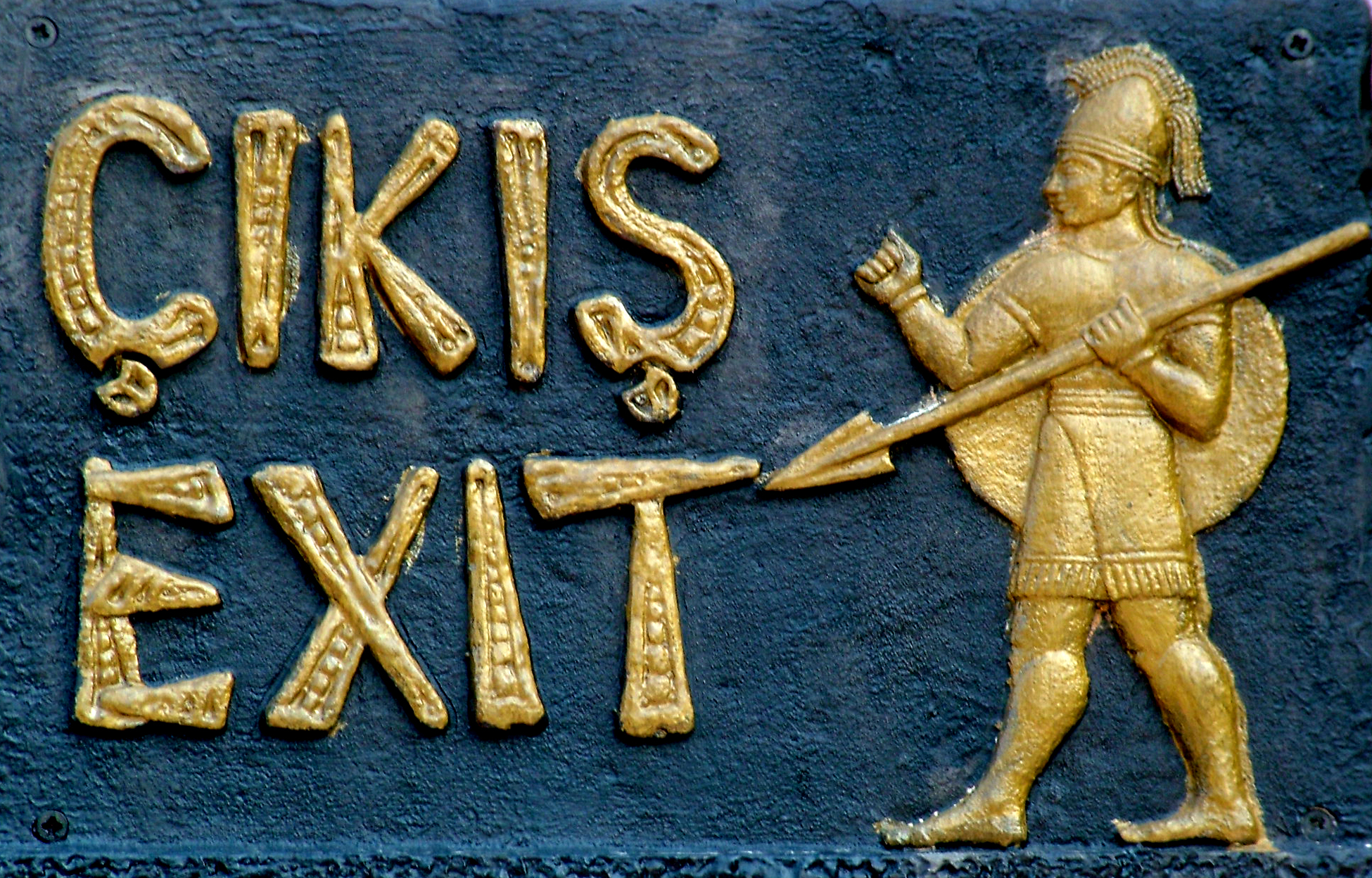
Múzeumi irányítótábla

- Anatóliai civilizációk régészeti lelőhelyei
- Anatólia történelme
- Hatti
- Hettita nyelv
- Hettita Birodalom
- Hattuszasz
- Hettita uralkodók listája
- Újhettita királyságok
- Ékírás
- Ékjelek listája

## Külső hivatkozások
- Museum's official website
- PlanetWare – Museum of Anatolian Civilizations
- TransAnatolie.com – Anatolian Civilizations Museum
- very large private website